# Mentheae
Mentheae Dumort., 1827 è una tribù di piante spermatofite dicotiledoni appartenenti alla famiglia delle Lamiaceae (ordine delle Lamiales).

## Etimologia
Il nome della tribù deriva dal suo genere tipo Mentha L., il cui nome a sua volta deriva dal nome latino (derivato in definitiva dal nome greco "Mintha") di una ninfa figlia del dio Cocito (una divinità dei fiumi) e amante di Dite (dio dell'Oltretomba). La mitologia narra che Persefone, gelosa di Minthe, la trasformò in una pianta.
Il nome scientifico della tribù è stato definito dal botanico, naturalista e politico belga Barthélemy Charles Joseph Dumortier (Tournai, 3 aprile 1797 – 9 giugno 1878) nella pubblicazione "Florula belgica, opera majoris prodromus - 48." del 1827.

## Descrizione

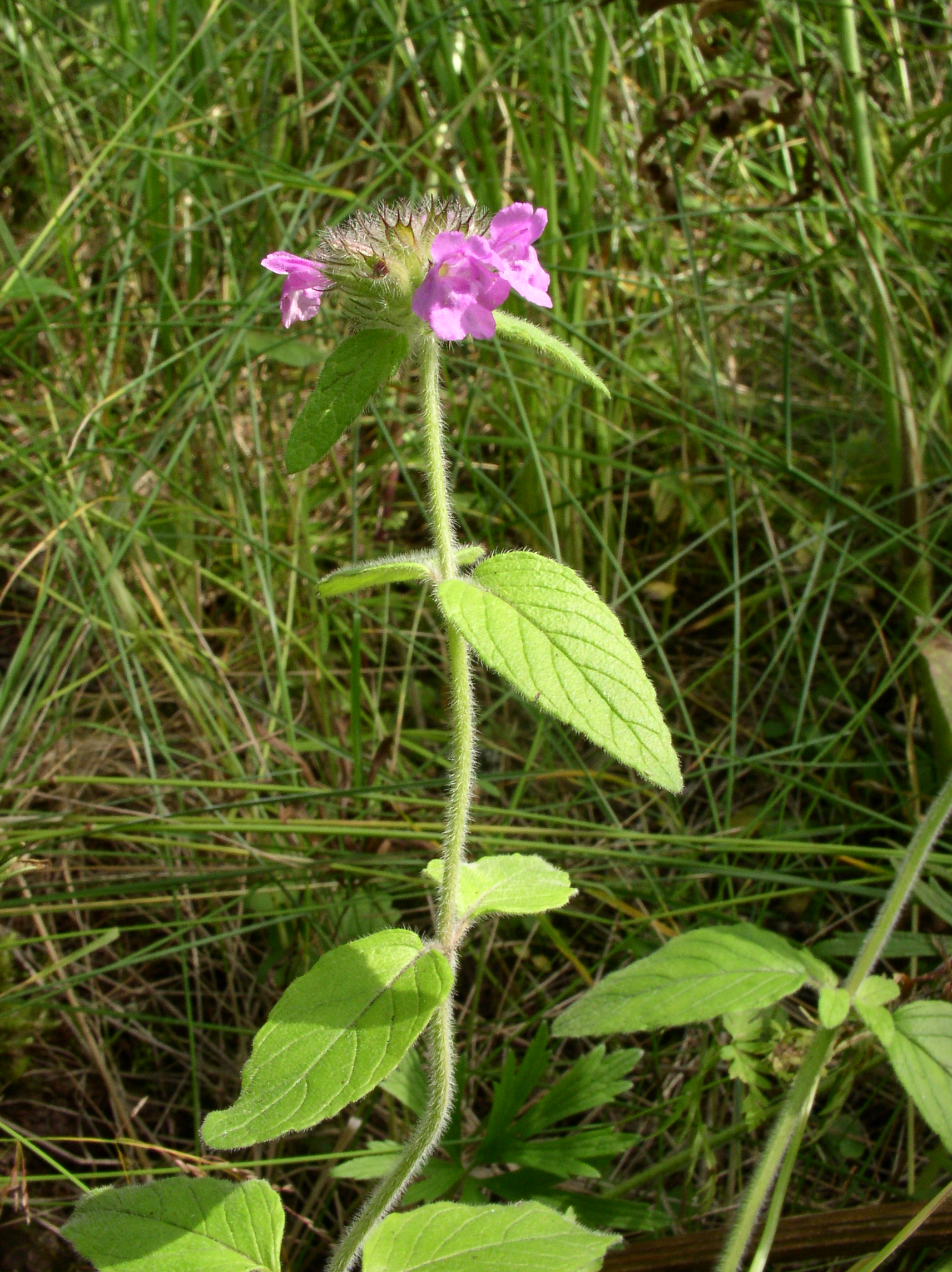
Il portamento
Clinopodium vulgare
(sottotribù Menthinae)

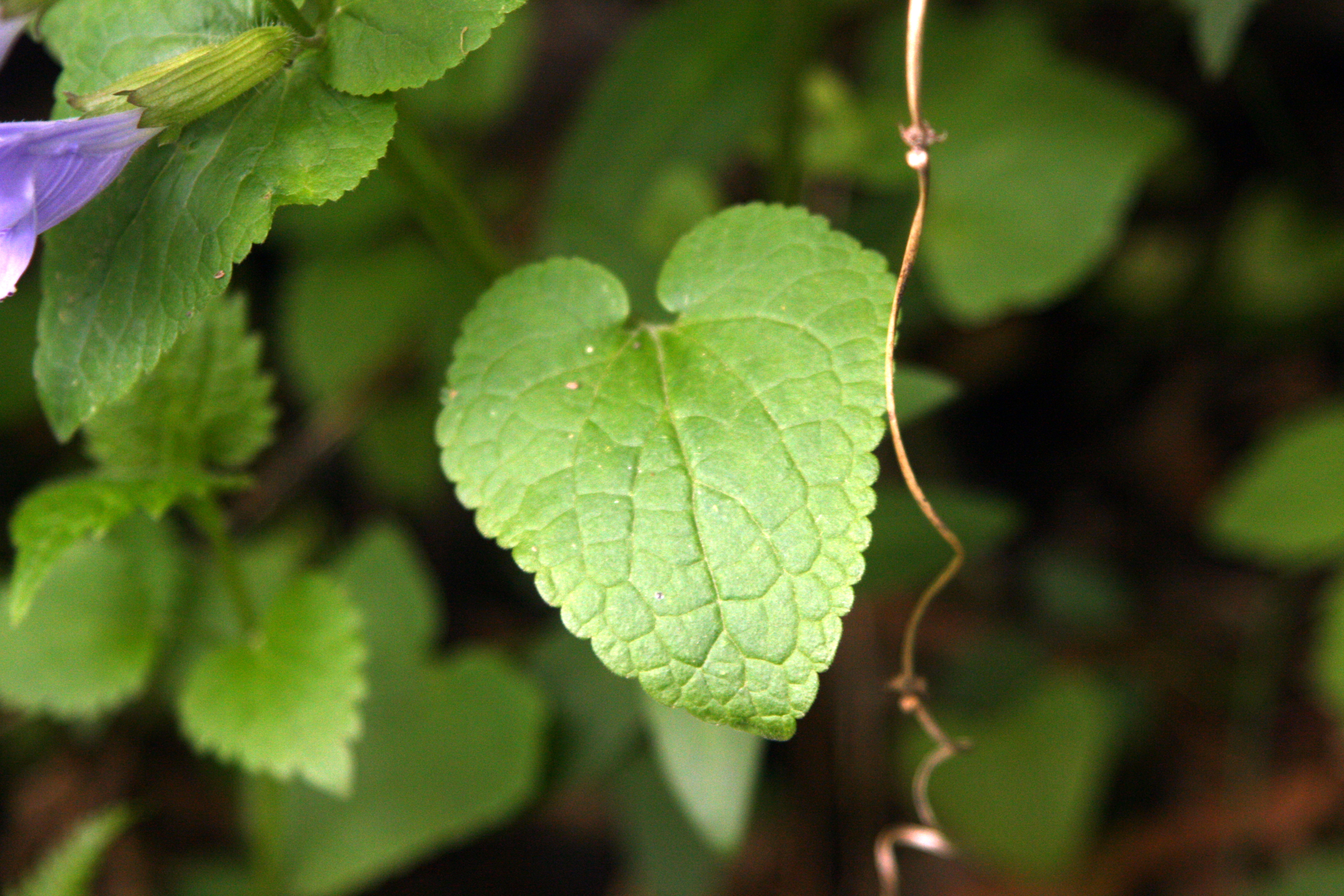
Le foglie
Meehania urticifolia
(sottotribù Nepetinae)

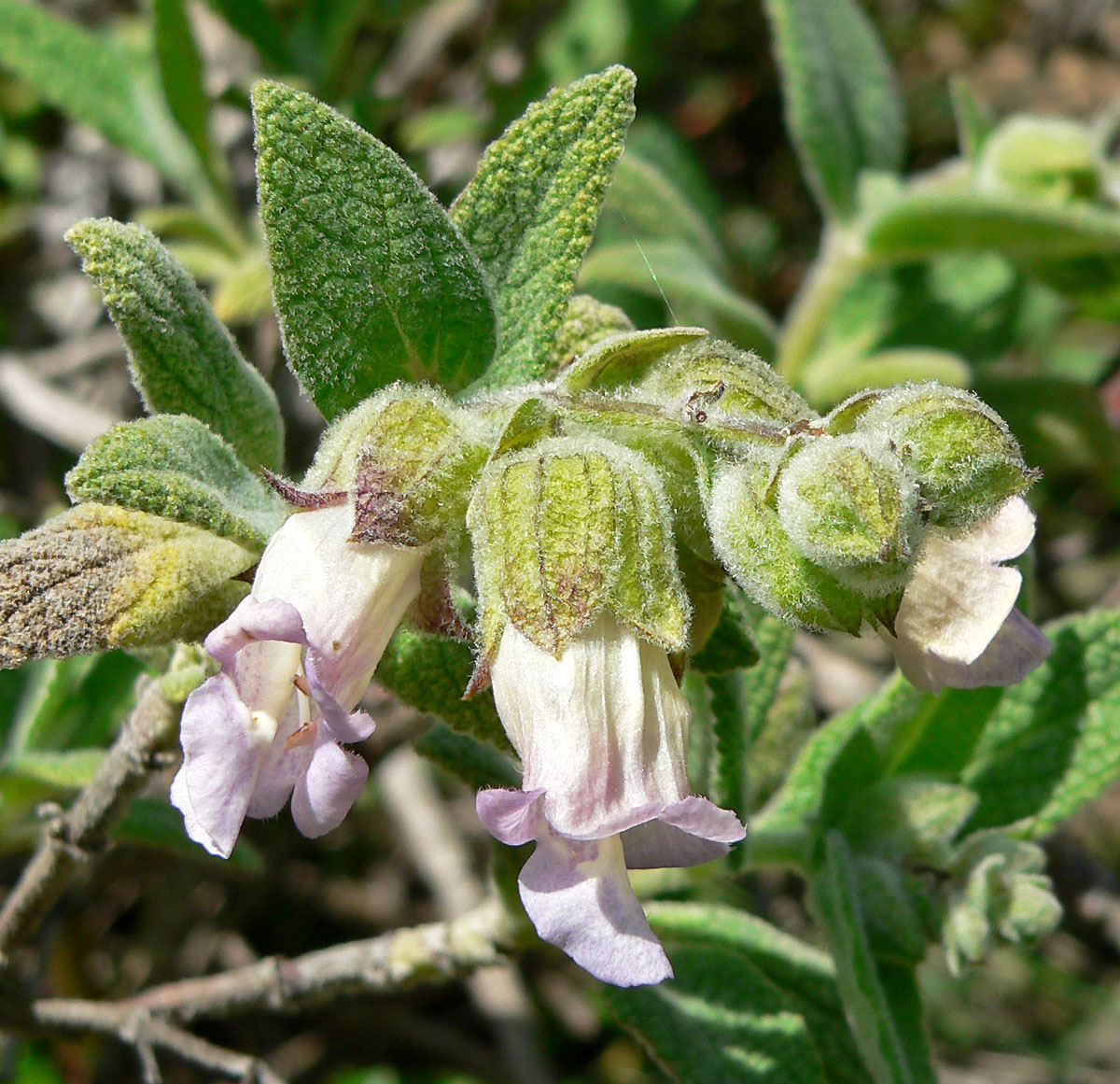
Infiorescenza
Lepechinia calycina
(sottotribù Salviinae)

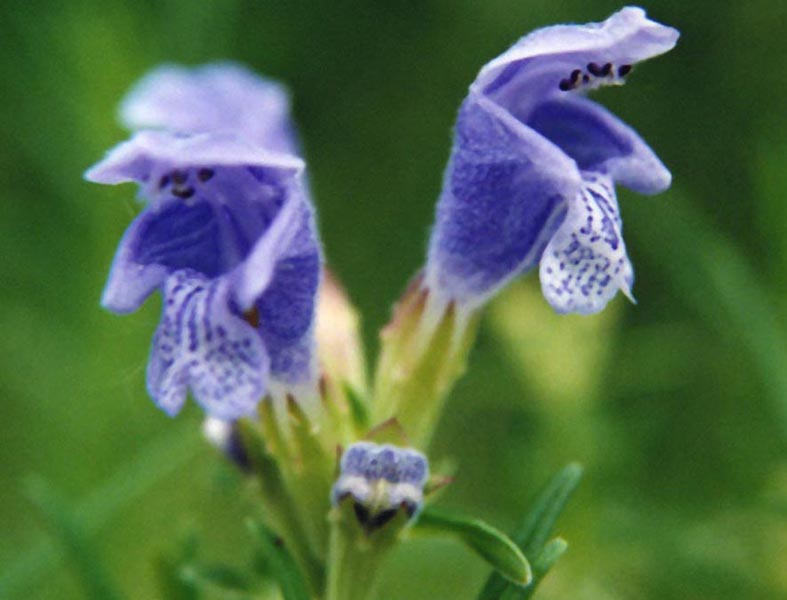
I fiori
Dracocephalum ruyschiana
(sottotribù Nepetinae)

- Il portamento delle specie di questa tribù è erbaceo o arbustivo con cicli biologici sia annuali che perenni. Sono presenti anche piccoli alberi (Cuminia - sottotribù Menthinae). I fusti sono semplici o ramificati con più infiorescenze per pianta. L'indumento è formato da peli semplici o raramente ramificati. Alcune specie sono fortemente aromatiche (Origanum - sottotribù Menthinae). Sono presenti specie rizomatose, stolonifere, tuberose, ginodioiche, ginomonoiche e specie con fiori cleistogamici. Alcune specie hanno la sezione del fusto fortemente quadrangolare a causa della presenza di fasci di collenchima posti nei quattro vertici.[2][3][7][8][9][10]
- Le foglie lungo il fusto sono disposte in modo opposto (a due a due) e ogni verticillo è alternato rispetto al precedente; sono inoltre prive di stipole. La lamina è semplice oppure pennatosetta oppure da orbicolare a reniforme; i bordi possono essere dentati. La superficie può presentarsi finemente rugosa o anche bollosa. I piccioli possono essere alati.
- Le infiorescenze sono hanno forme molto variabili, cimose con uno o molti fiori. In generale sono sorrette da un peduncolo o sono subsessili; sono portate in vari verticilli ascellari sovrapposti lungo il fusto con ramificazioni di tipo dicasiale. Ogni verticillo è composto da diversi fiori sessili disposti circolarmente a corona ed è poggiante su due brattee fogliose (o semplicemente delle foglie più piccole rispetto a quelle lungo il fusto). Le brattee hanno forme da ovate a lanceolate fino a pennatifide e possono essere anche spinose. Le bratteole sono assenti oppure no (se presenti possono essere subulate, intere o lobate; talvolta sono colorate).
- I fiori sono ermafroditi, zigomorfi, tetrameri (4-ciclici), ossia con quattro verticilli (calice – corolla - androceo – gineceo) e pentameri (5-meri: la corolla e il calice sono a 5 parti).

- Formula fiorale. Per la famiglia di queste piante viene indicata la seguente formula fiorale:

X, K (5), [C (2+3), A 2+2] G (2), (supero), drupa, 4 nucule
- Calice: il calice è gamosepalo con base tubulosa (o cilindrica o campanulata) terminante con 3 - 4 - 5 lobi. I lobi possono formare due labbra con raggruppamento da 1/2 a 3/2 (calice zigomorfo), oppure essere tutti più o meno uguali (calice attinomorfo). La superficie del calice è percorsa da 5 - 15 o più nervi. I lobi hanno delle forme triangolari-lanceolate oppure sono subulati e possono terminare con delle spine; in alcuni casi la consistenza è carnosa. Il calice è persistente e a volte è ingrossato alla fruttificazione.

- Corolla: la corolla, gamopetala e zigomorfa, alla base ha la forma di un tubo sporgente dal calice, a volte ricurvo, e terminante nella maggior parte dei casi in modo bilabiato con 4 o 5 lobi con raggruppamento 1/3 oppure 2/3 oppure 4/1; in alcune specie i lobi sono più o meno uguali (corolla attinomorfa) ed embricati. Il labbro posteriore (quello alto) in genere è intero (o appena bilobo), concavo o piatto; quello anteriore (quello basso) è trilobo ampio, più lungo e patente con il lobo centrale più grande dei due laterali. I colori variano da rosso, purpureo, rosa, arancio a bianco, blu e lavanda (raramente giallo).

- Androceo: l'androceo possiede quattro stami divergenti didinami con i due anteriori più lunghi, oppure il paio posteriore è ridotto a staminoidi oppure sono assenti. In genere gli stami sporgono dal tubo corollino (non in tutte le specie). I filamenti sono adnati alla corolla (con inserzione basale o raramente mediana). Le antere hanno due teche con forme ellissoidi, o ampiamente ovoidi con appendici apicali, con portamento confluente, oppure da parallelo a divaricato. La deiscenza è longitudinale. I granuli pollinici sono del tipo tricolpato o esacolpato. Il disco nettario è intero, anche carnoso, o formato da 4 lobi subuguali ed è ricco di sostanze zuccherine.

- Gineceo: l'ovario è supero formato da due carpelli saldati (ovario bicarpellare) ed è 4-loculare per la presenza di falsi setti divisori all'interno dei due carpelli. L'ovario è glabro. La placentazione è assile. Gli ovuli sono 4 (uno per ogni presunto loculo), hanno un tegumento e sono tenuinucellati (con la nocella, stadio primordiale dell'ovulo, ridotta a poche cellule). Lo stilo inserito alla base dell'ovario (stilo ginobasico) è del tipo filiforme, glabro o peloso. Lo stigma è bifido con due lobi ineguali e subulati (quello posteriore in genere è più corto).

- Il frutto è uno schizocarpo composto da 1 - 4 nucule (talvolta ridotte a una per aborto delle altre) con forme globose, obovoido-oblunghe, a volte debolmente trigone, e superficie liscia (glabra o sparsamente pubescente) o alveolata o verrucosa e a volte a consistenza carnosa. La colorazione è marrone anche scuro. Spesso le nucule sono mucillaginose. I frutti in alcuni casi rilasciano i semi con facilità (sono fragili).

## Riproduzione
- Impollinazione: l'impollinazione avviene tramite insetti tipo ditteri e imenotteri (impollinazione entomogama).[10][12]
- Riproduzione: la fecondazione avviene fondamentalmente tramite l'impollinazione dei fiori (vedi sopra); alcuni fiori sono proterandri (Mentha - sottotribù Menthinae) per cui raramente avviene l'autoimpollinazione.[3]
- Dispersione: i semi cadendo a terra (dopo essere stati trasportati per alcuni metri dal vento – disseminazione anemocora) sono successivamente dispersi soprattutto da insetti tipo formiche (disseminazione mirmecoria).[13]  I semi hanno una appendice oleosa (elaisomi, sostanze ricche di grassi, proteine e zuccheri) che attrae le formiche durante i loro spostamenti alla ricerca di cibo.[14]

## Distribuzione e habitat
La tribù è fondamentalmente cosmopolita per l'emisfero settentrionale. L'habitat è vario dato il gran numero di generi sparsi sui quattro continenti principali; prevalgono comunque gli habitat temperati sia secchi che umidi. Nella tabella seguente è indicata la distribuzione e l'habitat tipico delle varie sottotribù:
| Sottotribù  | Distribuzione                                                              | Habitat                                               |
| ----------- | -------------------------------------------------------------------------- | ----------------------------------------------------- |
| Menthinae   | Cosmopolita dell'emisfero settentrionale                                   | Temperati sia secchi che umidi.                       |
| Nepetinae   | Euroasiatica con circa 100 specie distribuite nell'areale del Mediterraneo | Temperato con preferenza per le zone montuose e aride |
| Salviinae   | Cosmopolita                                                                | Temperati                                             |
| Lycopinae   | Emisfero settentrionale (solamente una specie si trova in Australia)       | Zone temperate (con estensione subtropicale)          |
| Prunellinae | Eurasiatica                                                                | Habitat soprattutto temperati                         |

## Tassonomia
La famiglia di appartenenza della tribù (Lamiaceae), molto numerosa con circa 250 generi e quasi 7000 specie, ha il principale centro di differenziazione nel bacino del Mediterraneo e sono piante per lo più xerofile (in Brasile sono presenti anche specie arboree). Per la presenza di sostanze aromatiche, molte specie di questa famiglia sono usate in cucina come condimento, in profumeria, liquoreria e farmacia. La famiglia è suddivisa in 7 sottofamiglie; la tribù Mentheae appartiene alla sottofamiglia Nepetoideae.

### Filogenesi

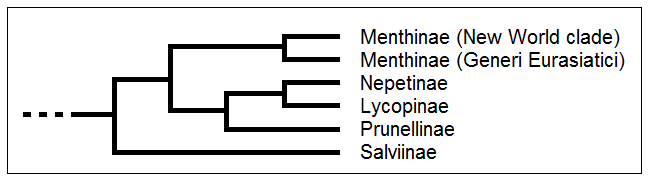
Cladogramma della tribù

Le ultime ricerche filogeneiche dimostrano la monofilia della tribù le cui origini sono mediterranee (circa 47 milioni di anni fa a metà Paleogene). Più volte si sono avuti dei fenomeni di dispersione verso il Nuovo Mondo; ma la dispersione di maggior importanza è stata probabilmente il prodotto di un singolo evento accaduto nel tardo Miocene (circa prima di 5 milioni di anni fa). Inoltre all'interno della tribù sono state individuate almeno quattro transizioni da quattro stami a due stami. All'interno della tribù in posizione "basale" si trova la sottotribù Salviinae che quindi risulta "gruppo fratello" del resto delle sottotribù. La sottotribù di più recente costituzione è Menthinae nella quale si individua l'importante clade "New World clade".
Il cladogramma a lato, tratto dallo studio citato e semplificato, mostra la struttura interna attuale (2016) della tribù.

### Composizione della tribù
La tribù comprende 5 sottotribù, 68 generi e circa 2240 specie.

#### Sottotribù Menthinae
La sottotribù Menthinae Endl., 1838 comprende 38 generi e circa 870 specie:
- Acanthomintha (A. Gray) Benth. & Hook. f., 1876 (3 specie)
- Blephilia Raph., 1819 (3 specie)
- Bystropogon L'Her., 1788 (7 - 10 specie)
- Clinopodium L., 1753 (oltre 140 specie)
- Conradina A. Gray, 1870 (6 specie)
- Cuminia Colla, 1986 (1 specie)
- Cunila D. Royen ex L., 1759 (Circa 15 specie)
- Cyclotrichium (Boiss.) Manden. & Scheng., 1953 (Circa 6 specie)
- Dicerandra Benth., 1830 (8-9 specie)
- Eriothymus (Benth.) Schmidt, 1858 (1 specie)
- Euhesperida Brullo & Furnari, 1979 (1 specie)
- Glechon Spreng., 1827 (Circa 6 specie)
- Gontscharovia Boriss., 1953 (1 specie)
- Hedeoma Pers., 1807 (Circa 38 specie)
- Hesperozygis Epling, 1936 (Circa 8 specie)
- Hoehnea Epling, 1939 (Circa 4 specie)
- Kurzamra Kuntze, 1891 (1 specie)
- Mentha L., 1753 (Circa 25 specie)
- Micromeria Benth., 1829 (Circa 90 specie)
- Minthostachys  (Benth.) Spach, 1840 (Circa 12 specie)
- Monarda L., 1753 (Circa 20 specie)
- Monardella Benth., 1834 (Circa 20 specie)
- Obtegomeria P.D. Cantino & Doroszenko, 1998 (1 specie)
- Origanum L., 1753 (Circa 36 specie)
- Pentapleura Hand.-Mazz., 1913 (1 specie)
- Piloblephis Raf., 1838 (1 specie)
- Pogogyne Benth., 1834 (6 specie)
- Poliomintha A. Gray, 1870 (7 specie)
- Pycnanthemum Michx., 1803 (17 - 21 specie)
- Rhabdocaulon (Benth.) Epling, 1936 (7 specie)
- Rhododon Epling, 1939 (1 specie)
- Saccocalyx Coss. & Durieu, 1853 (1 specie)
- Satureja L., 1753 (30 - 40 specie)
- Stachydeoma Small, 1903 (1 specie)
- Thymbra L., 1753 (4 specie)
- Thymus L., 1753 (Circa 350 specie)
- Zataria Boiss., 1884 (1 specie)
- Ziziphora L., 1753 (Circa 25 specie)

#### Sottotribù Nepetinae
La sottotribù Nepetinae Coss. & Germ., 1845 comprende 16 generi e circa 370 specie:
- Agastache Gronov., 1762 (Circa 22 specie)
- Cedronella Moench, 1794 (1 specie)
- Dracocephalum L., 1753 (Circa 46 specie)
- Drepanocaryum Pojark., 1954 (1 specie)
- Glechoma L., 1753 (10 specie)
- Heterolamium C.Y. Wu, 1965 (1 specie)
- Hymenocrater Fisch. & C.A. Mey., 1835 (Circa 12 specie)
- Hyssopus
L., 1753 (5 specie)
- Kudrjaschevia Pojark., 1953 (4 specie)
- Lallemantia Fisch. & C.A. Mey., 1839 (5 specie)
- Lophanthus Adans., 1763 (2 specie)
- Marmoritis Benth., 1833 (5 specie)
- Meehania Britton, 1894 (2 specie)
- Nepeta L., 1763 (Circa 250 specie)
- Pitardia Batt. ex Pit., 1918 (2 specie)
- Schizonepeta (Benth.) Briq., 1896 (3 specie)

#### Sottotribù Salviinae
La sottotribù Salviinae Endl., 1838 comprende 10 generi e circa 970 specie:
- Chaunostoma Donn. Sm., 1895 (1 specie)
- Dorystaechas Boiss. & Heldr. ex Benth., 1848 (1 specie)
- Lepechinia Willd., 1803 (Cira 55 specie)
- Melissa L., 1753 (3 specie)
- Meriandra Benth., 1829 (2 specie)
- Neoeplingia Ramam., Hiriart & Medrano, 1982 (1 specie)
- Perovskia Kar., 1841 (Circa 7 specie)
- Salvia L., 1753||Circa 900 specie)
- Rosmarinus L., 1753 (3 specie)
- Zhumeria Rech.f. & Wendelbo, 1967 (1 specie)

#### Sottotribù Lycopinae
La sottotribù Lycopinae B.T.Drew & Sytsma, 2012 comprende 1 genere e 19 specie:
- Lycopus L., 1753 (19 specie)

#### Sottotribù Prunellinae
La sottotribù Prunellinae Dumort., 1827 comprende 3 genere e circa 10 specie:
- Cleonia L., 1763 (1 specie)
- Prunella L., 1753 (Circa 8 specie)
- Horminum L., 1753 (1 specie)

### Generi e specie della flora europea
In Europa (in Italia e nell'areale del Mediterraneo) sono presenti i seguenti generi e specie:
| Sottotribù  | Genere        | Specie areale Euro-Mediterraneo             | Specie Italia |
| ----------- | ------------- | ------------------------------------------- | --- |
| Menthinae   | Bystropogon   | 7                                           | |
| Menthinae   | Clinopodium   | Circa 40                                    | 11 (tra cui Clinopodium acinos Clinopodium alpinum Clinopodium grandiflorum Clinopodium nepeta Clinopodium vulgare) |
| Menthinae   | Mentha        | 10                                          | 9 (tra cui Mentha arvensis Mentha aquatica L. Mentha longifolia (L.) Hudson)                                        |
| Menthinae   | Micromeria    | Circa 55                                    | 11 (tra cui Micromeria graeca (L.) Bentham Micromeria juliana (L.) Bentham)                                         |
| Menthinae   | Origanum      | Circa 30                                    | 3 (tra cui Origanum majorana L. Origanum vulgare L.)                                                                |
| Menthinae   | Satureja      | Circa 35                                    | 5 (tra cui Satureja montana L. Satureja subspicata Bartl.)                                                          |
| Menthinae   | Thymbra       | 4                                           | Thymbra capitata (L.) Cav.                                                                                          |
| Menthinae   | Thymus        | Circa 200                                   | 15 (tra cui Thymus praecox Opiz. Thymus pulegioides L. Thymus vulgaris L.)                                          |
| Menthinae   | Ziziphora     | 10                                          | Ziziphora capitata L.                                                                                               |
| Nepetinae   | Cedronella    | Cedronella canariensis (L.) Webb & Berthel. | |
| Nepetinae   | Dracocephalum | 9                                           | Dracocephalum austriacum L. Dracocephalum ruyschiana L.                                                             |
| Nepetinae   | Glechoma      | 4                                           | Glechoma hederacea L. Glechoma hirsuta Waldst. & Kit. Glechoma sardoa (Beg.) Beg.                                   |
| Nepetinae   | Hyssopus      | 1                                           | Hyssopus officinalis L.                                                                                             |
| Nepetinae   | Lallemantia   | 4                                           | |
| Nepetinae   | Nepeta        | Circa 80-90                                 | 7 (tra cui Nepeta cataria L. Nepeta nuda L.)                                                                        |
| Salviinae   | Melissa       | 1                                           | Melissa officinalis L.                                                                                              |
| Salviinae   | Salvia        | Circa 170                                   | 20 (tra cui Salvia officinalis L. Salvia pratensis L.)                                                              |
| Salviinae   | Rosmarinus    | 3                                           | Rosmarinus officinalis L.                                                                                           |
| Lycopinae   | Lycopus       | 2                                           | Lycopus europaeus L. Lycopus exaltatus L. fil.                                                                      |
| Prunellinae | Cleonia       | 1                                           | |
| Prunellinae | Prunella      | 7                                           | 4 (tra cui Prunella vulgaris L. Prunella grandiflora (L.) Scholler)                                                 |
| Prunellinae | Horminum      | 1                                           | Horminum pyrenaicum L.                                                                                              |

## Alcune specie

### Sottotribù Menthinae

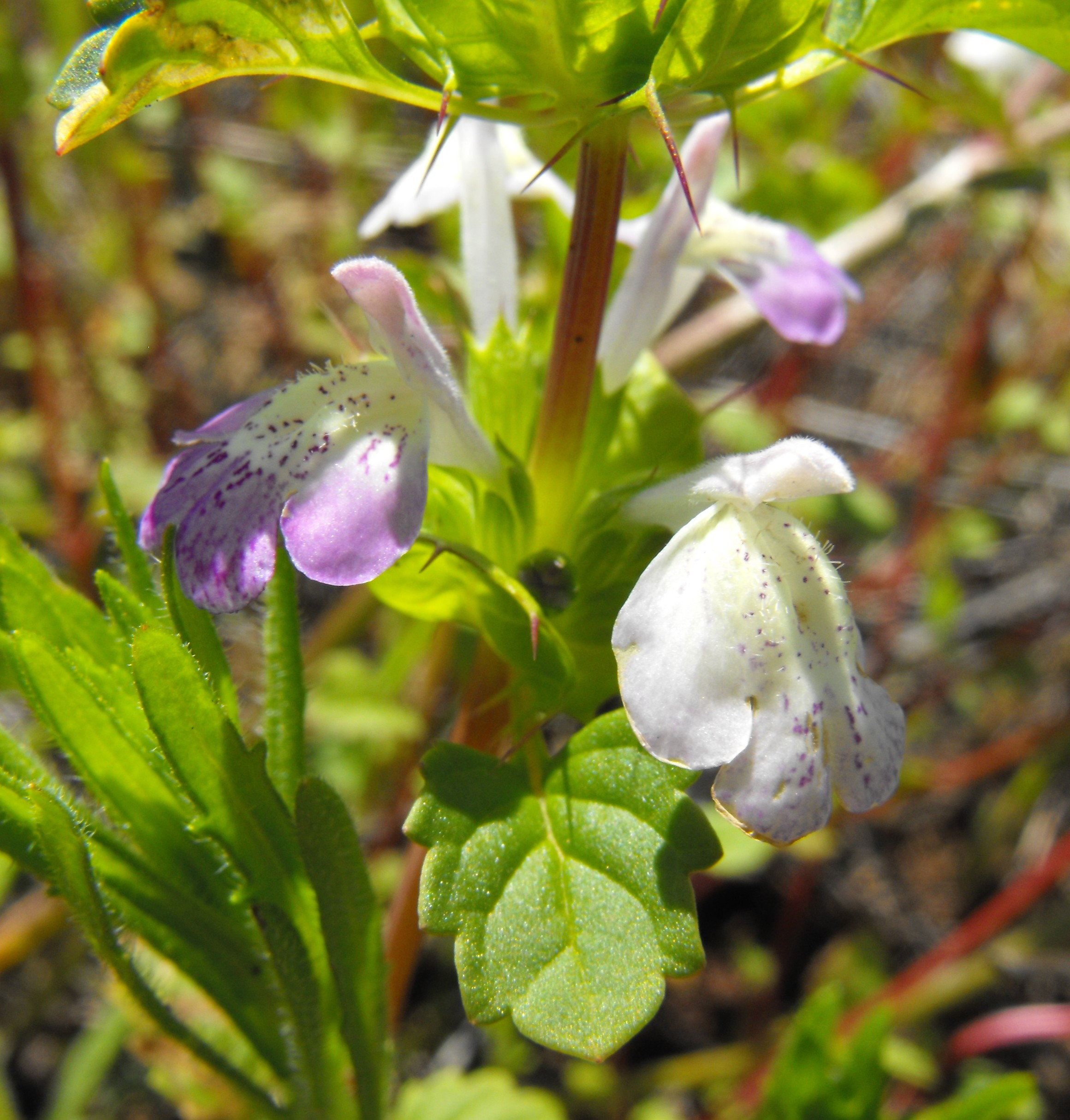
Acanthomintha ilicifolia
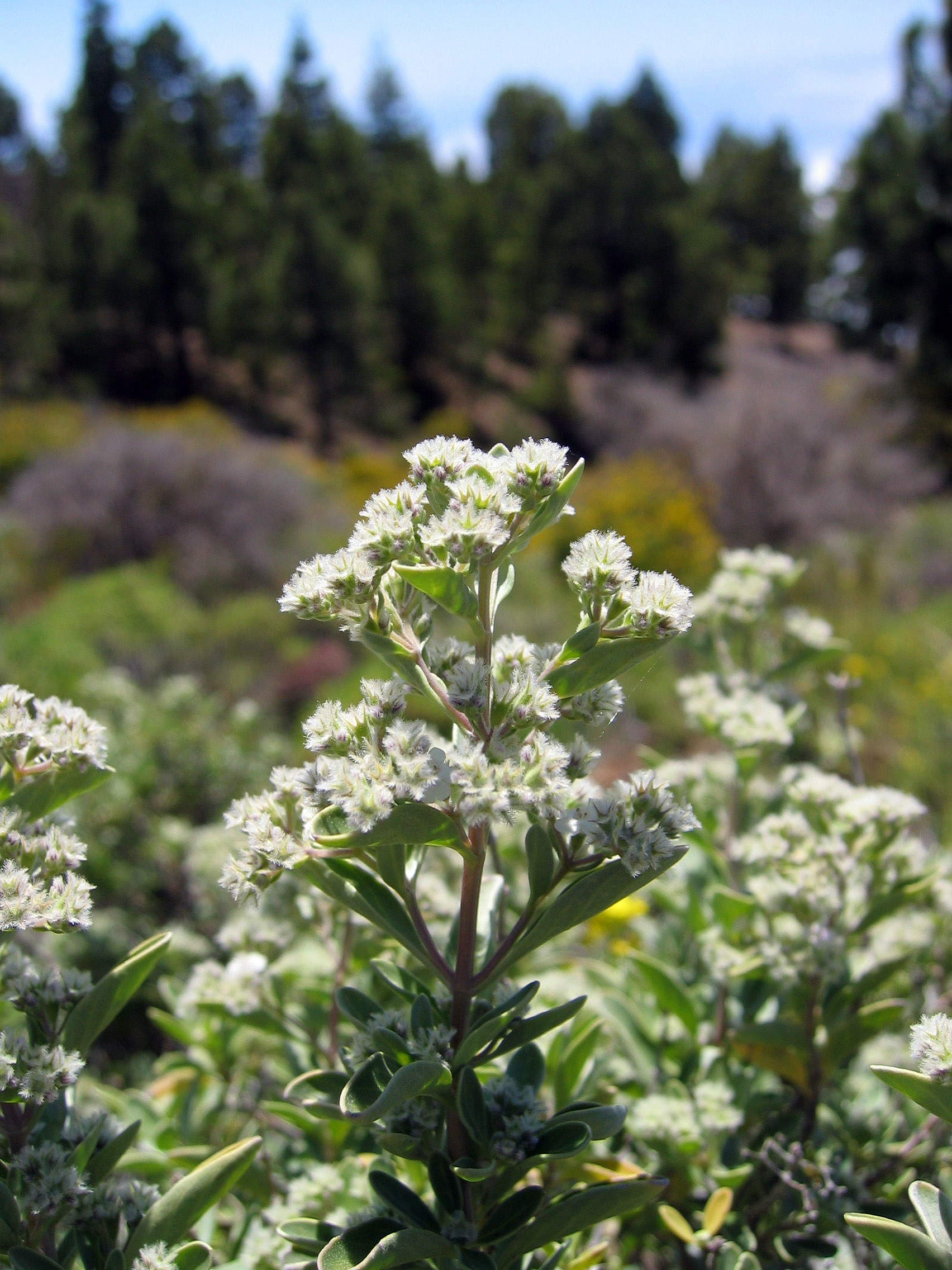
Bystropogon origanifolius
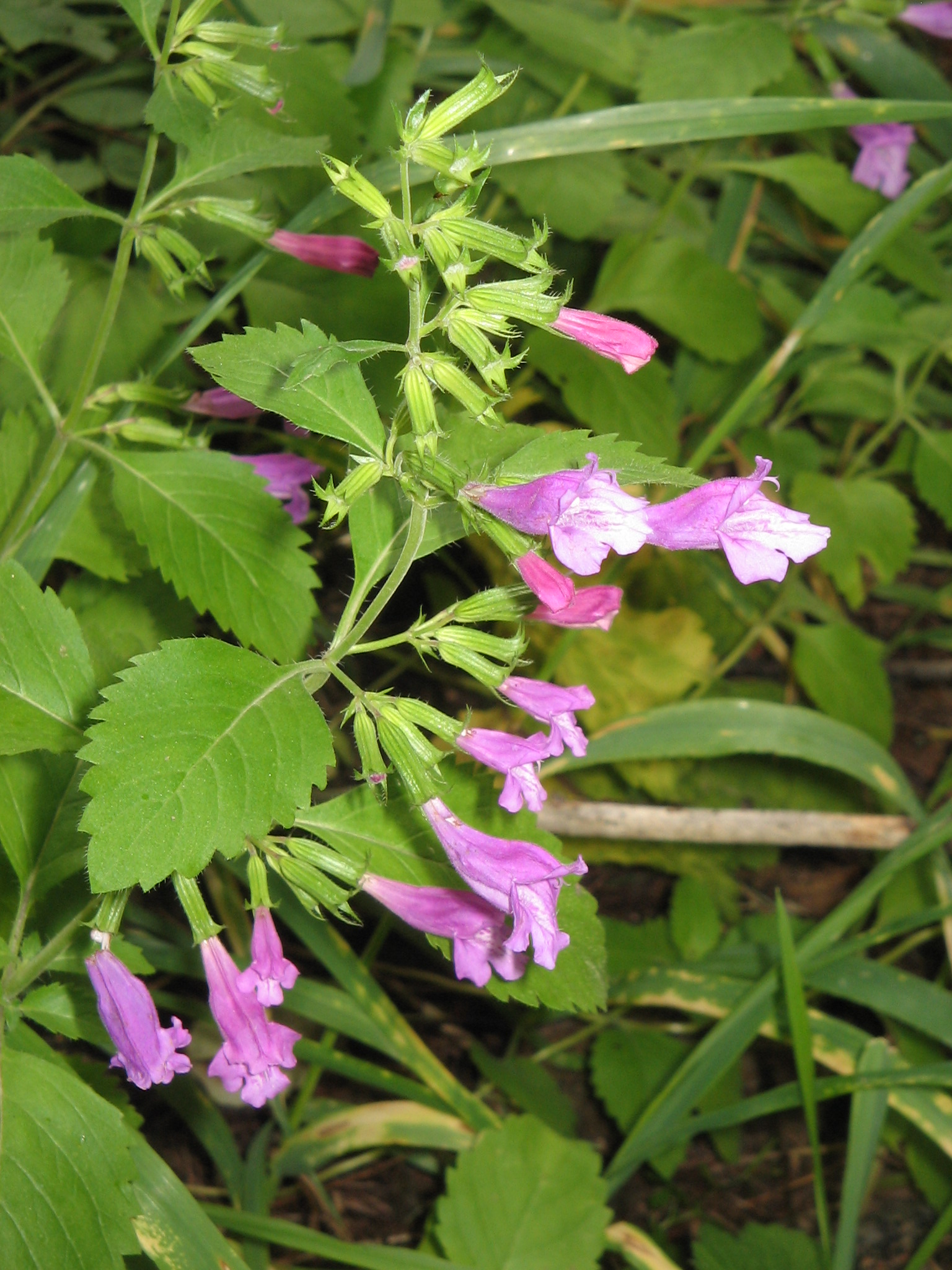
Clinopodium grandiflorum
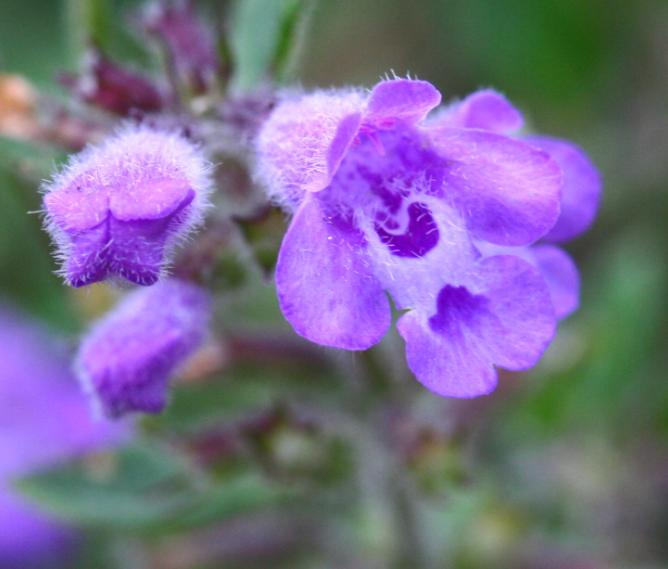
Clinopodium alpinum
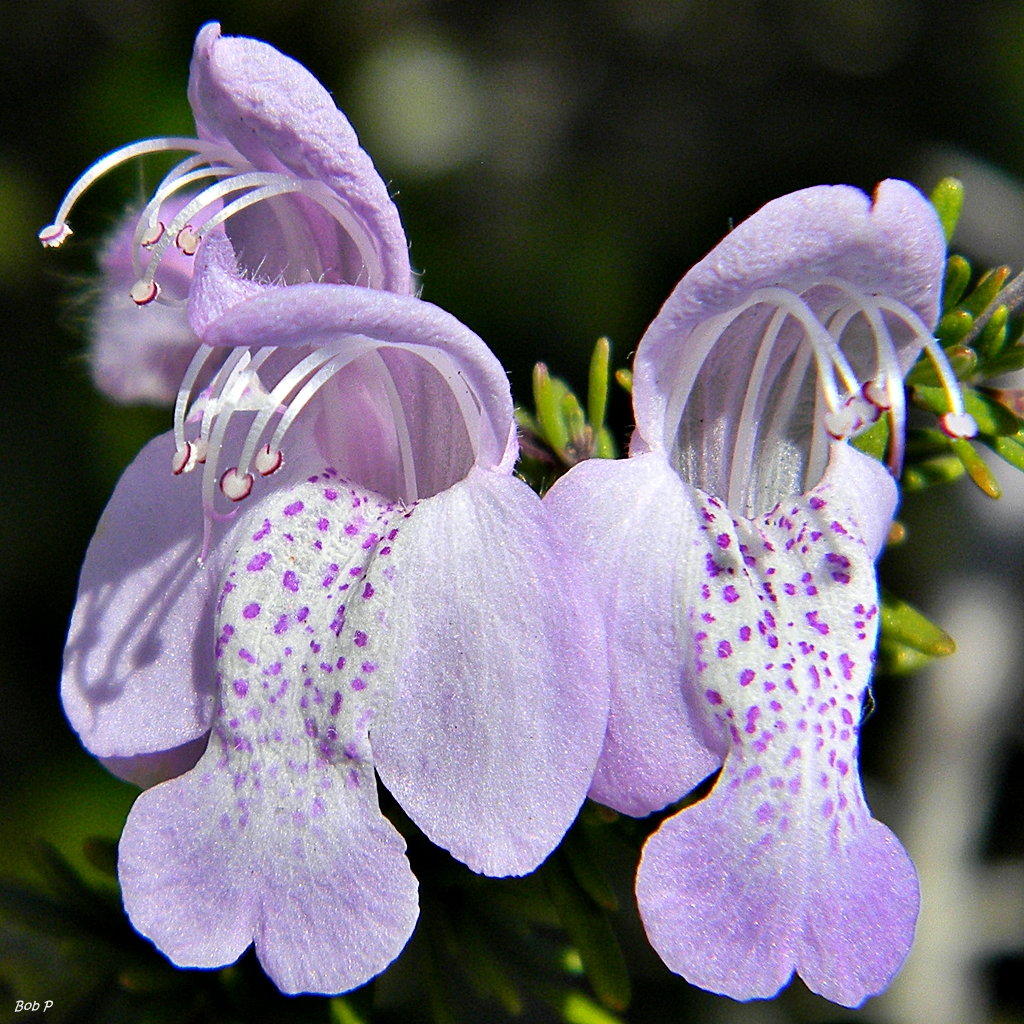
Conradina grandiflora
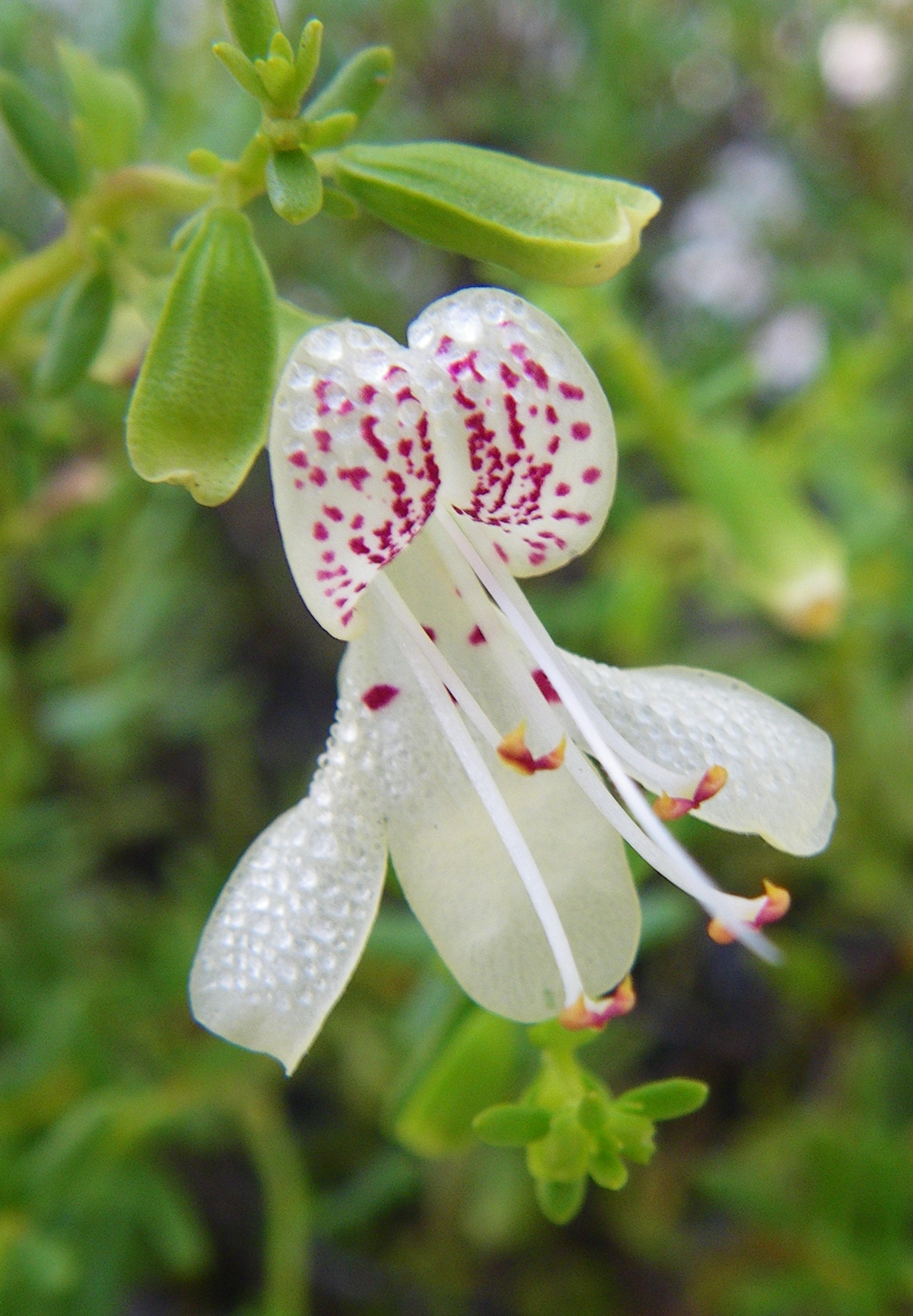
Dicerandra christmanii
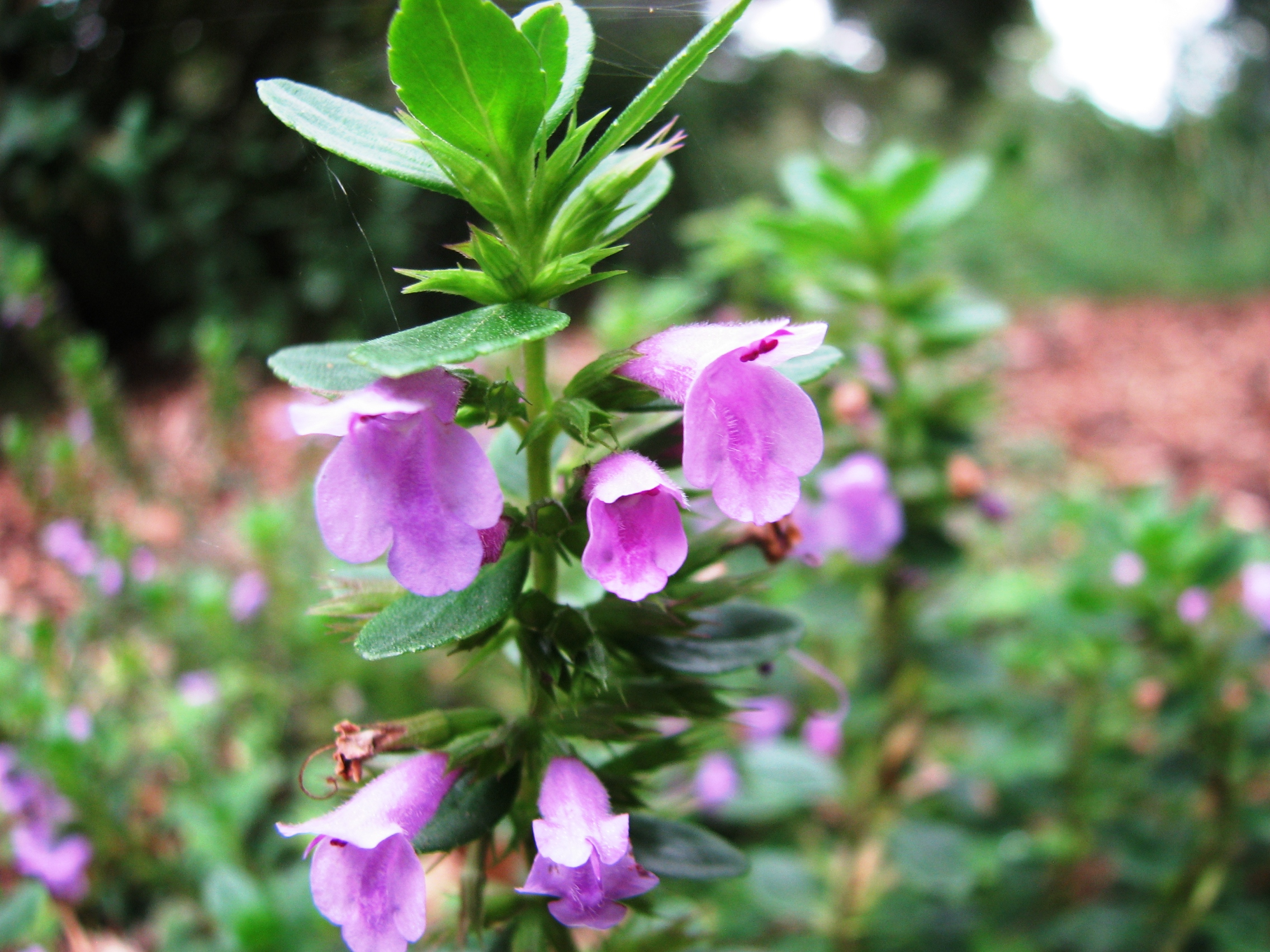
Hesperozygis dimidiata
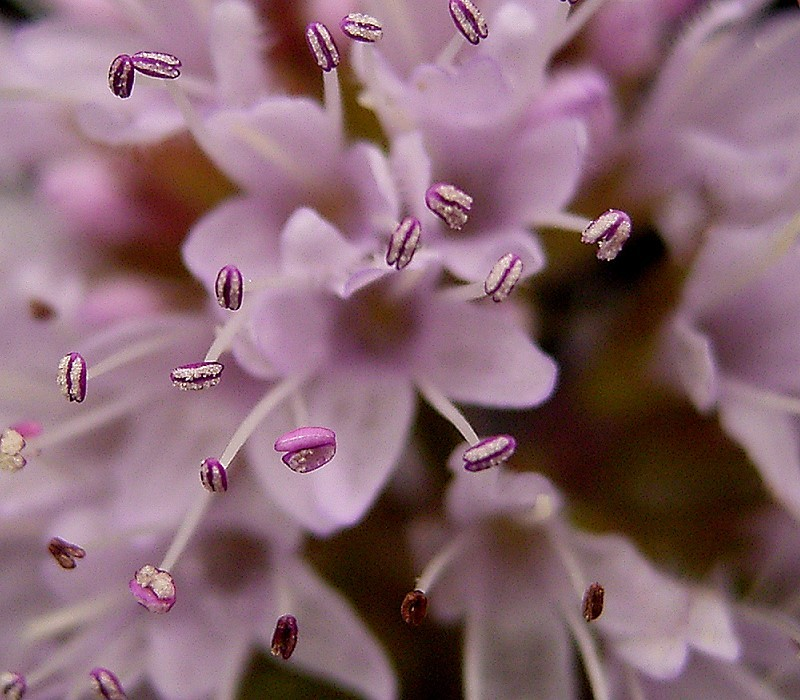
Mentha aquatica
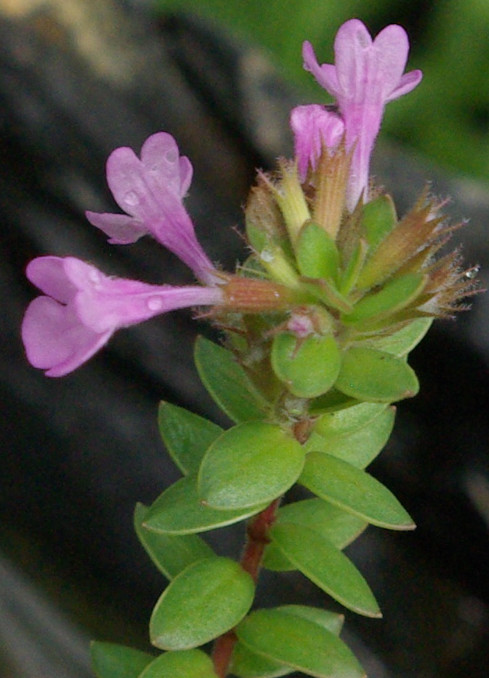
Micromeria glomerata
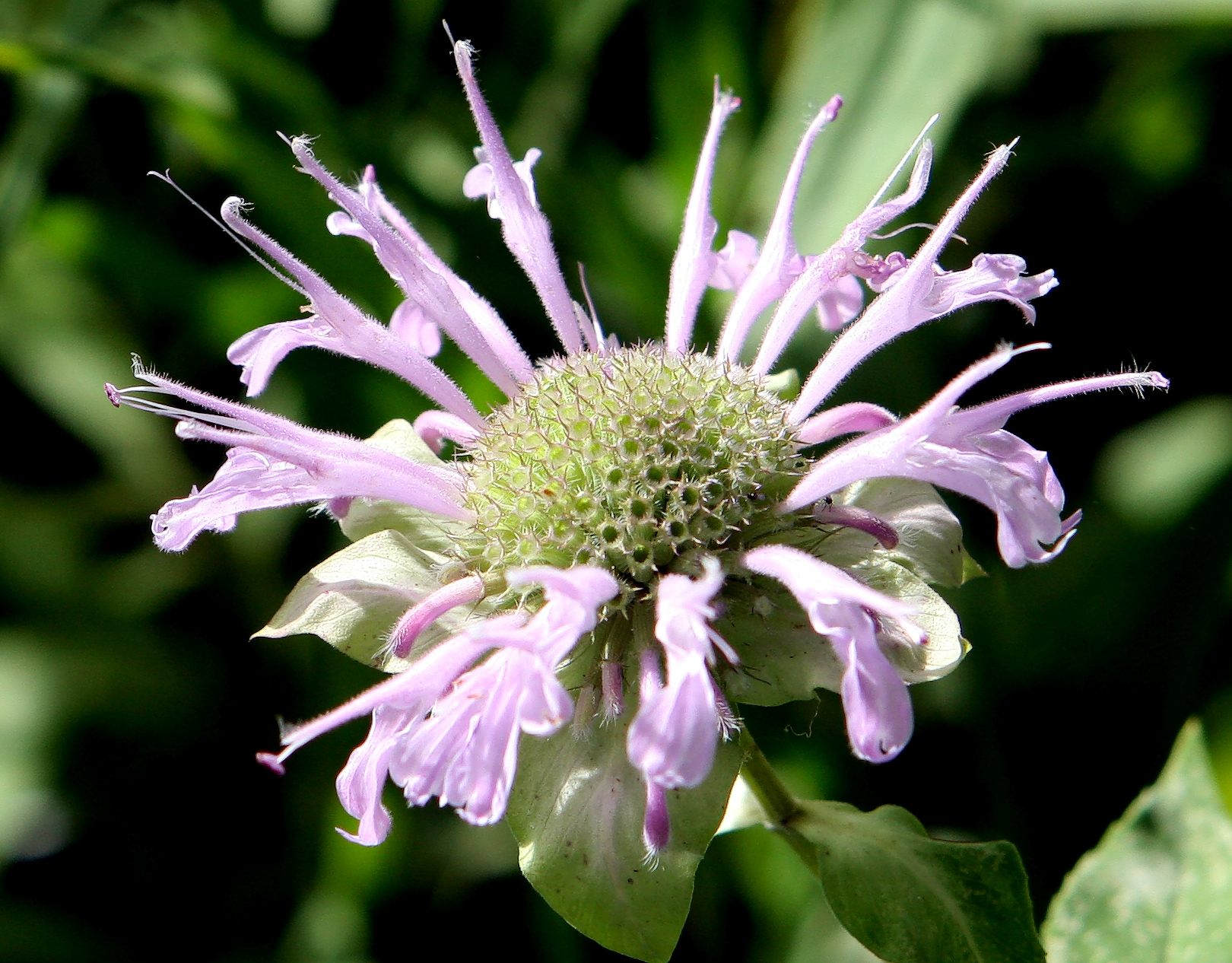
Monarda fistulosa
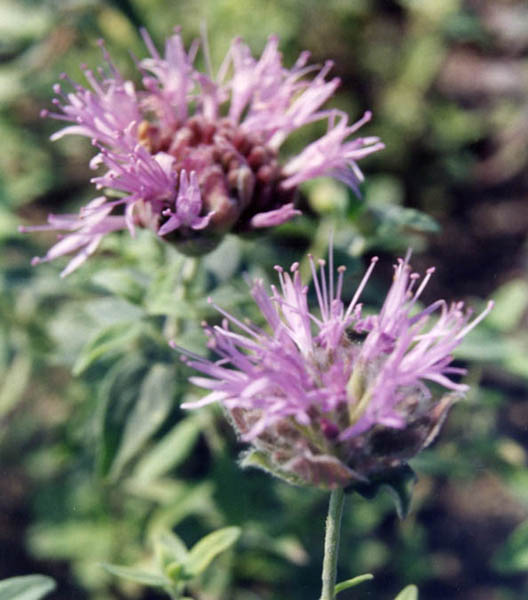
Monardella odoratissima
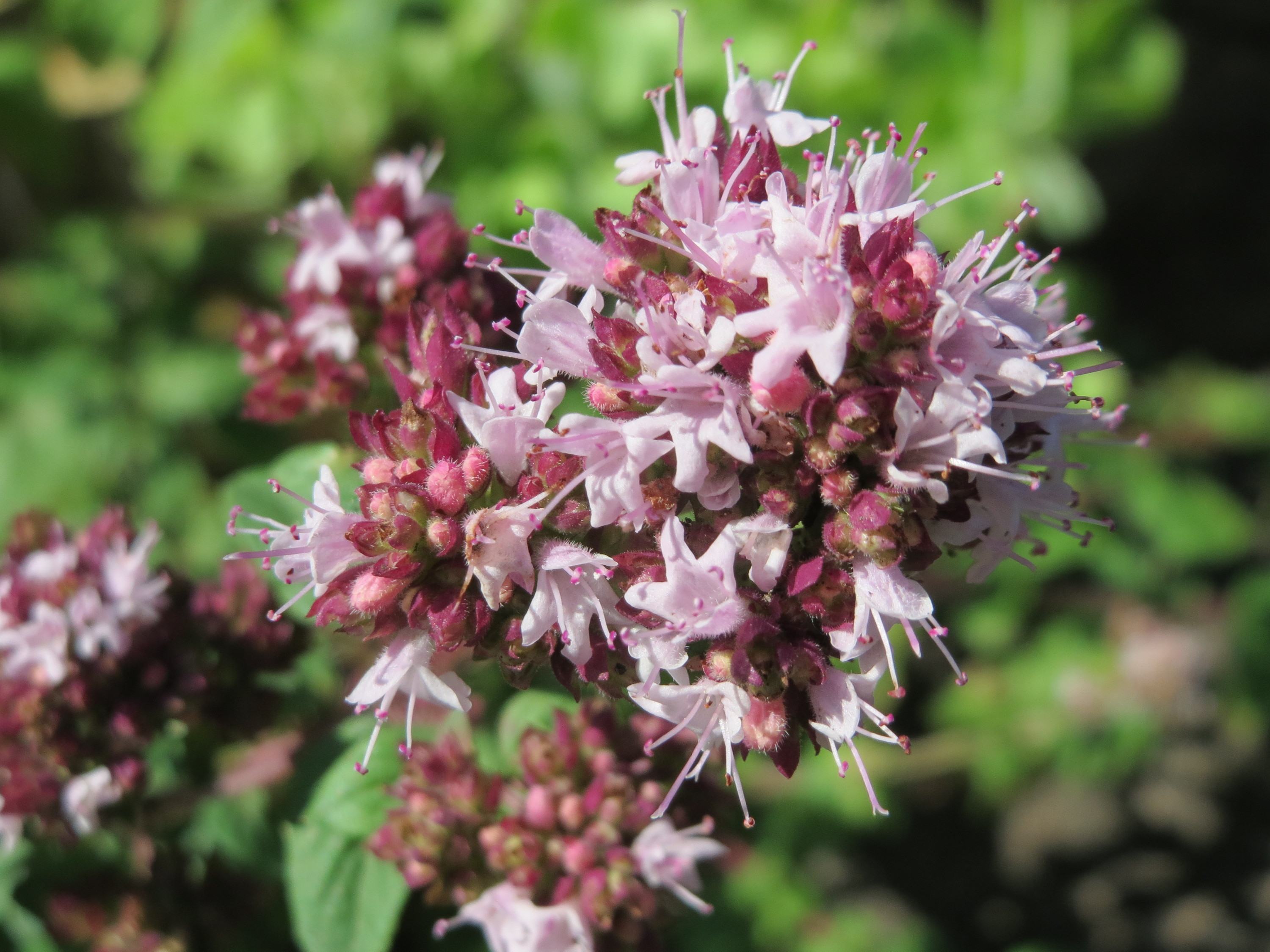
Origanum vulgare
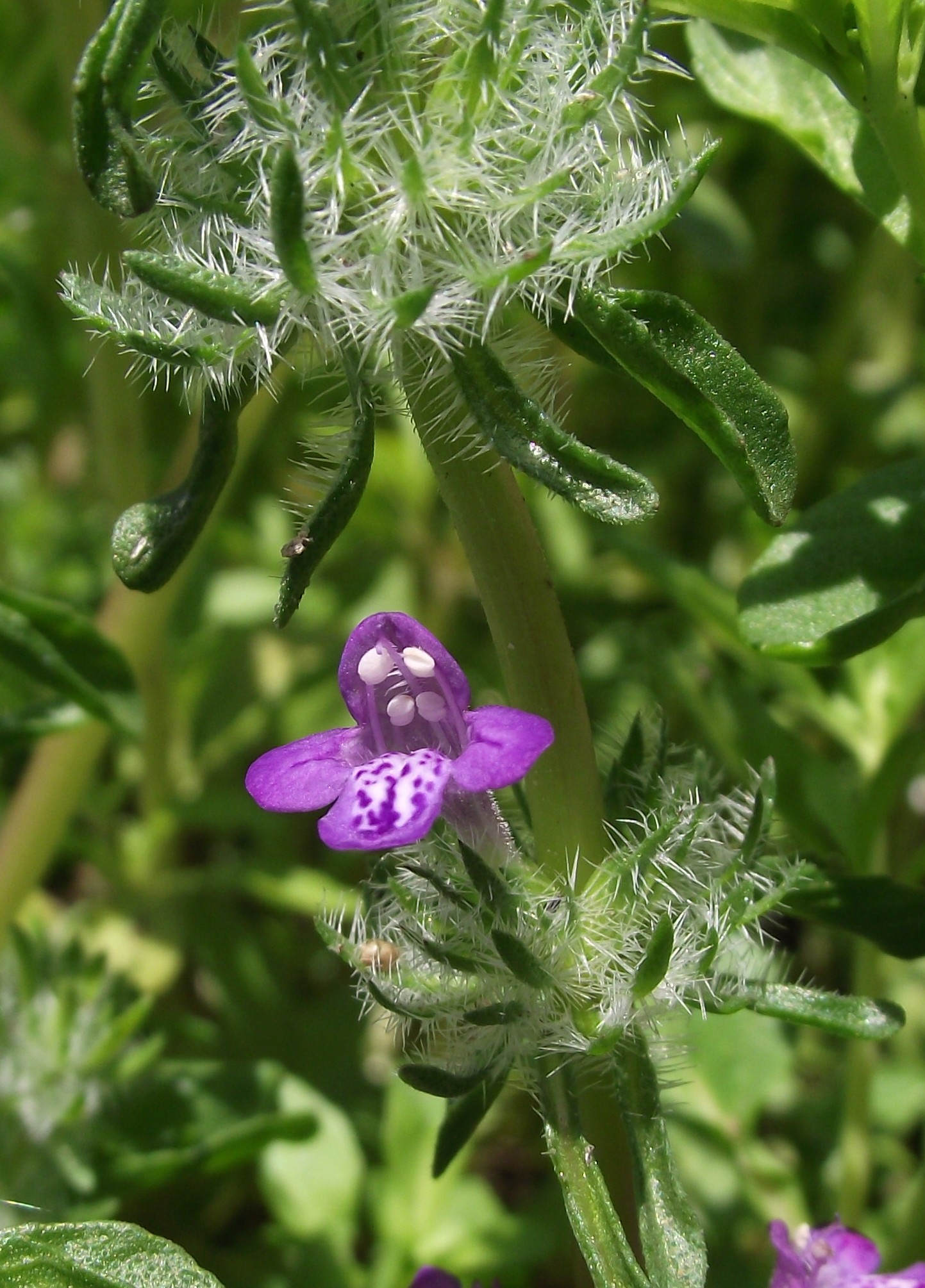
Pogogyne douglasii
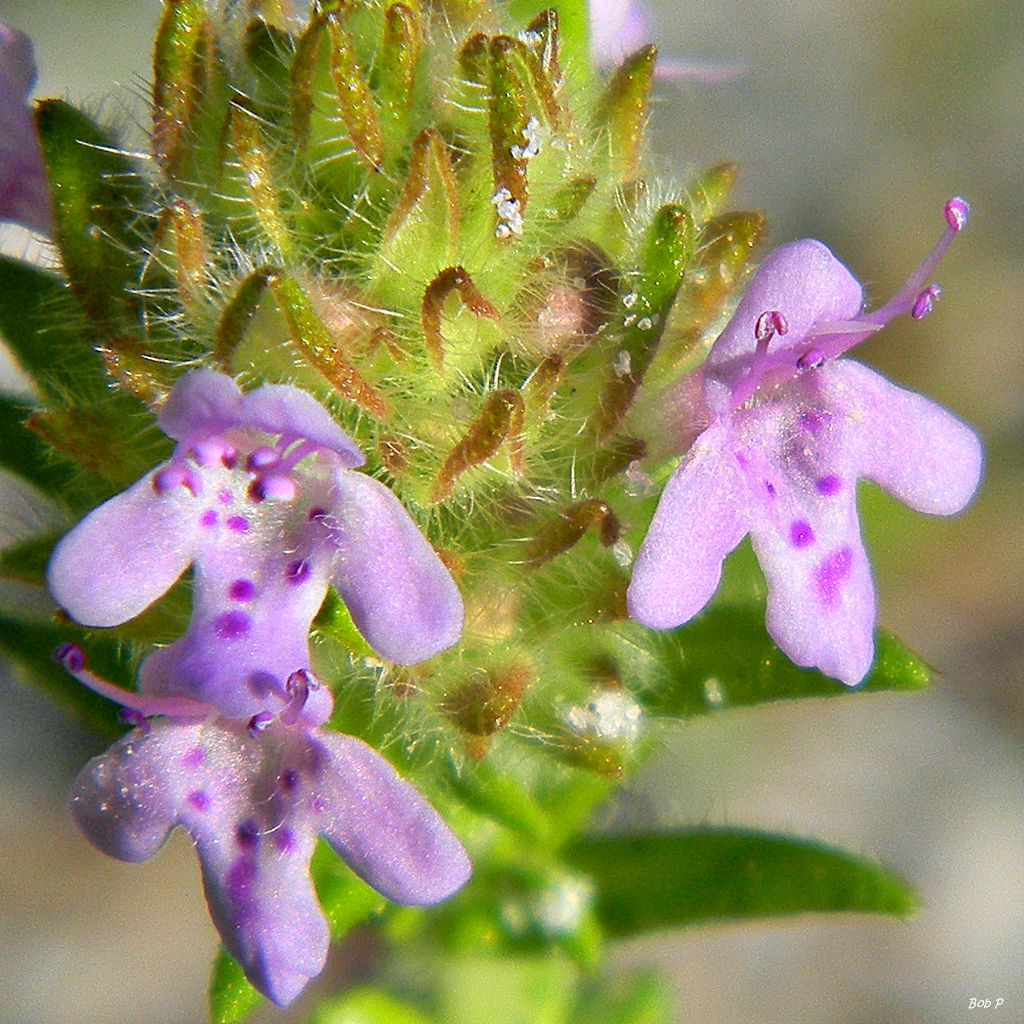
Piloblephis rigida
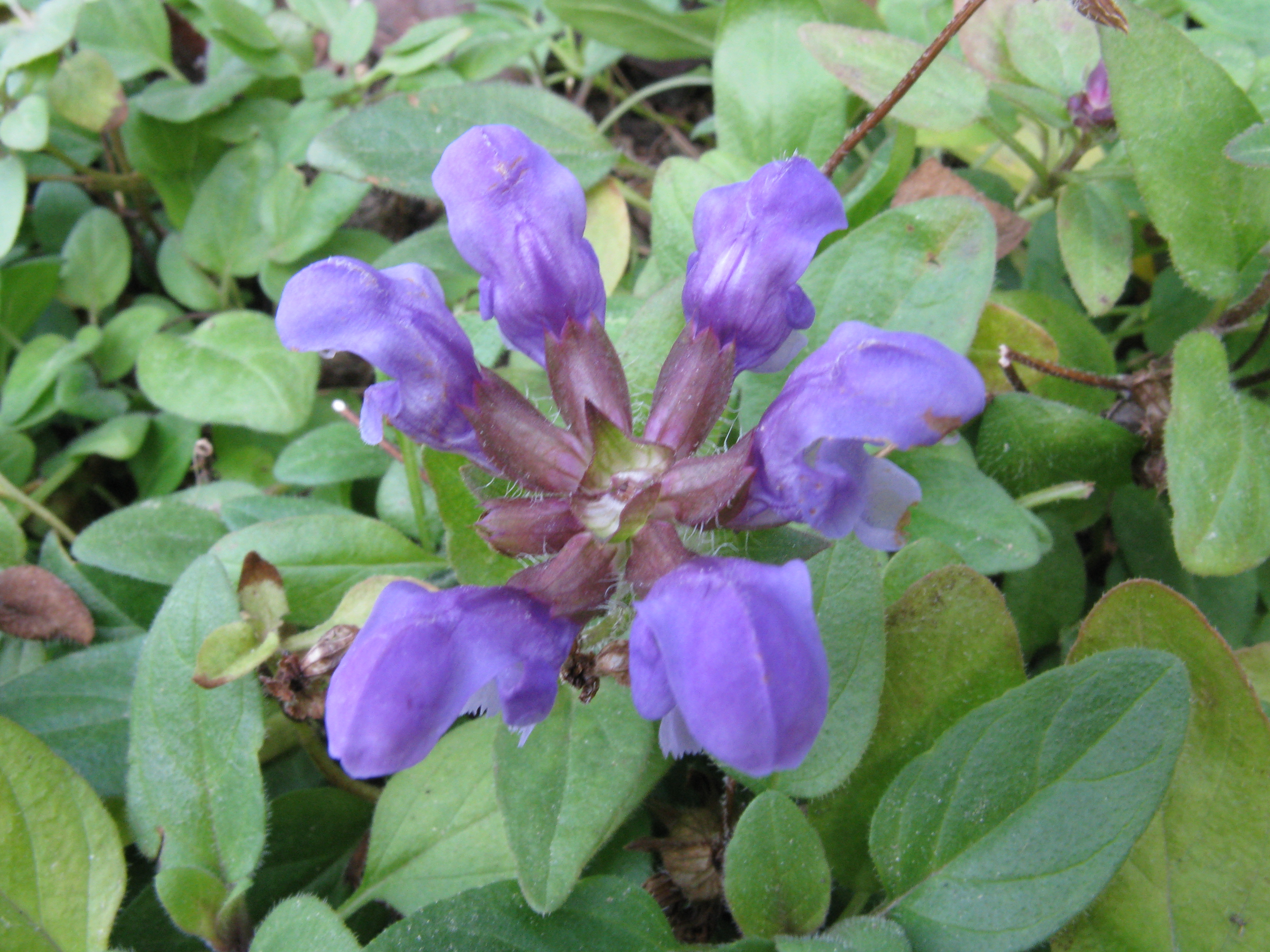
Prunella grandiflora
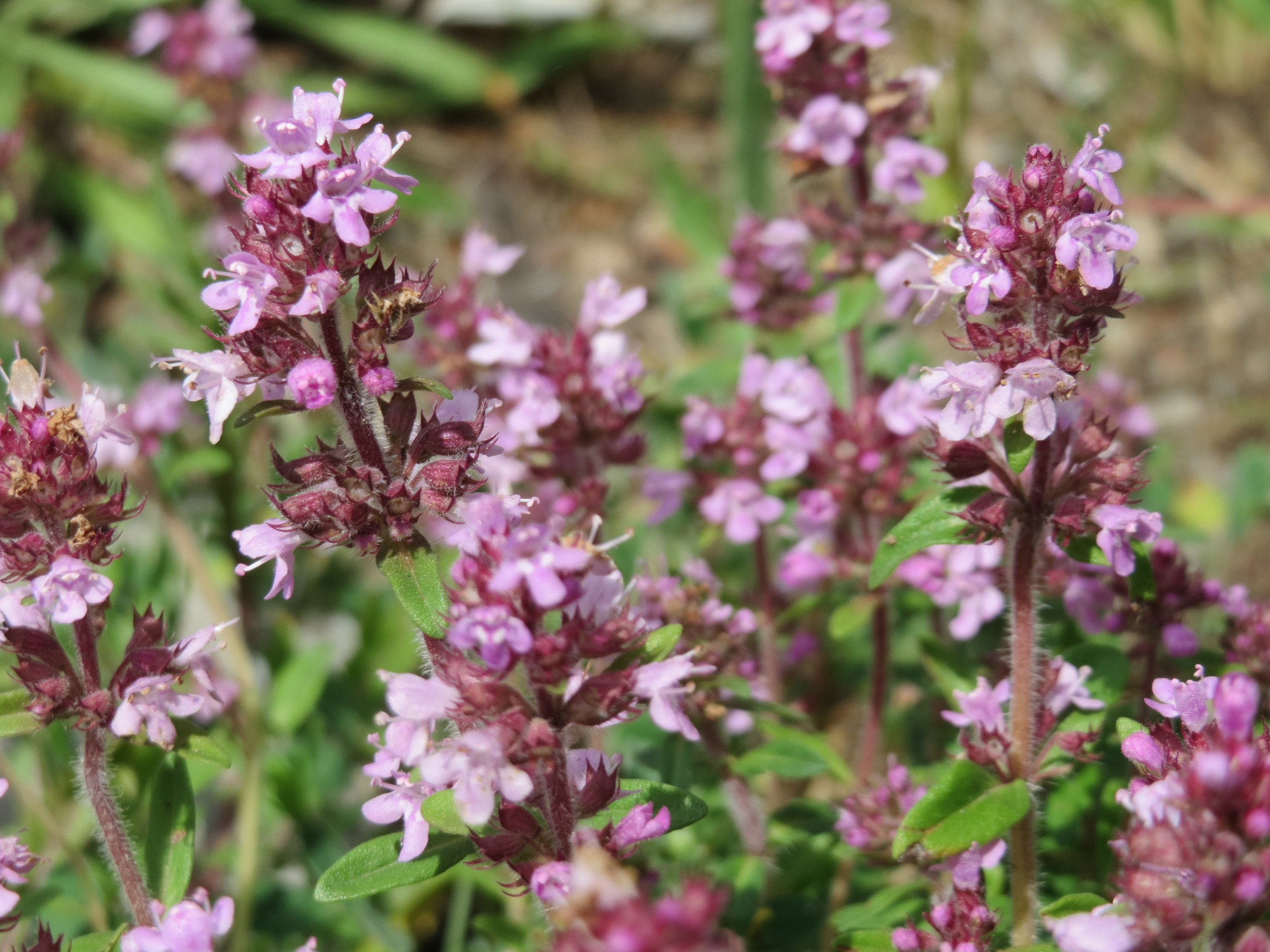
Thymus serpyllum

### Sottotribù Nepetinae

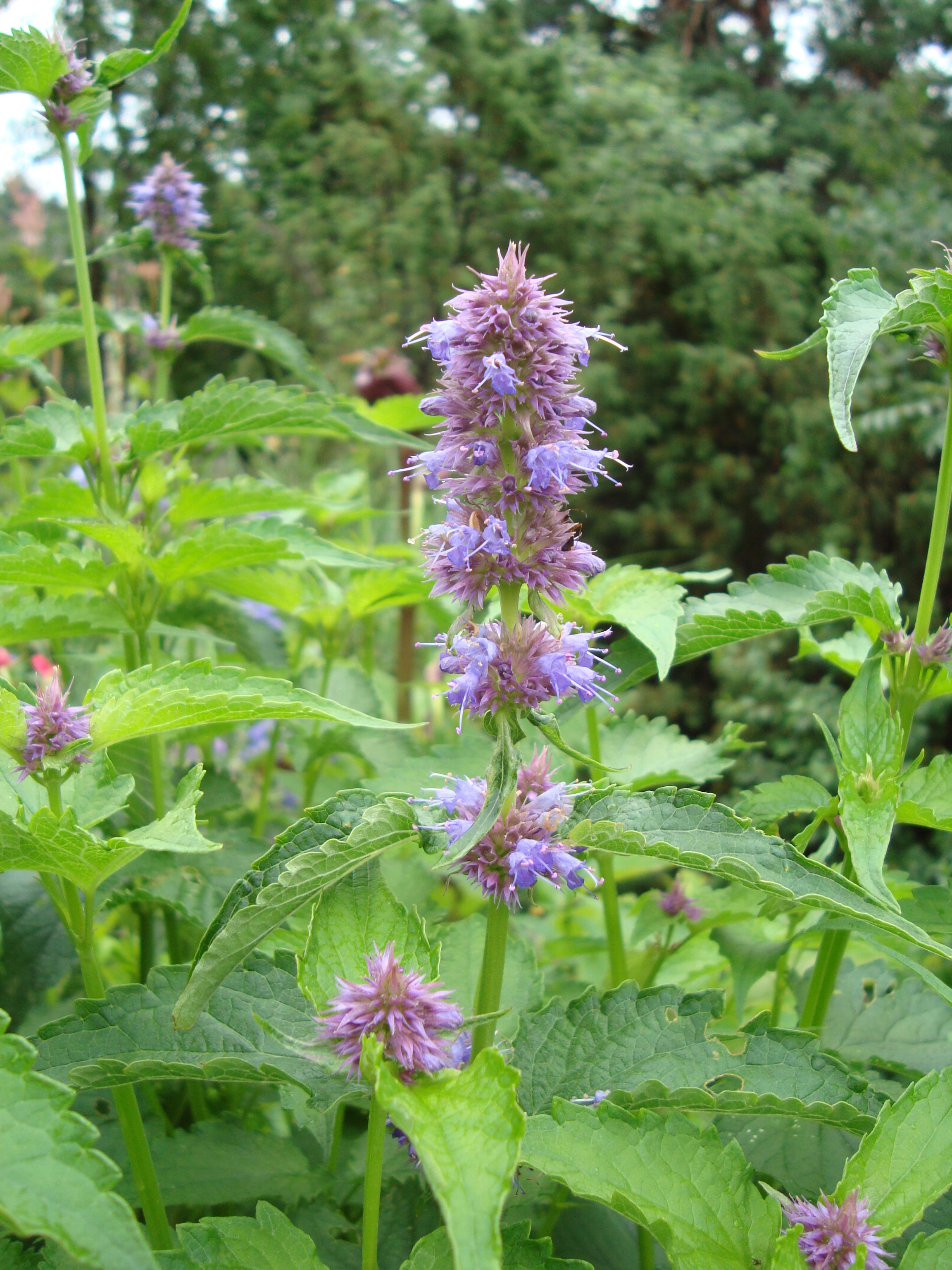
Agastache rugosa
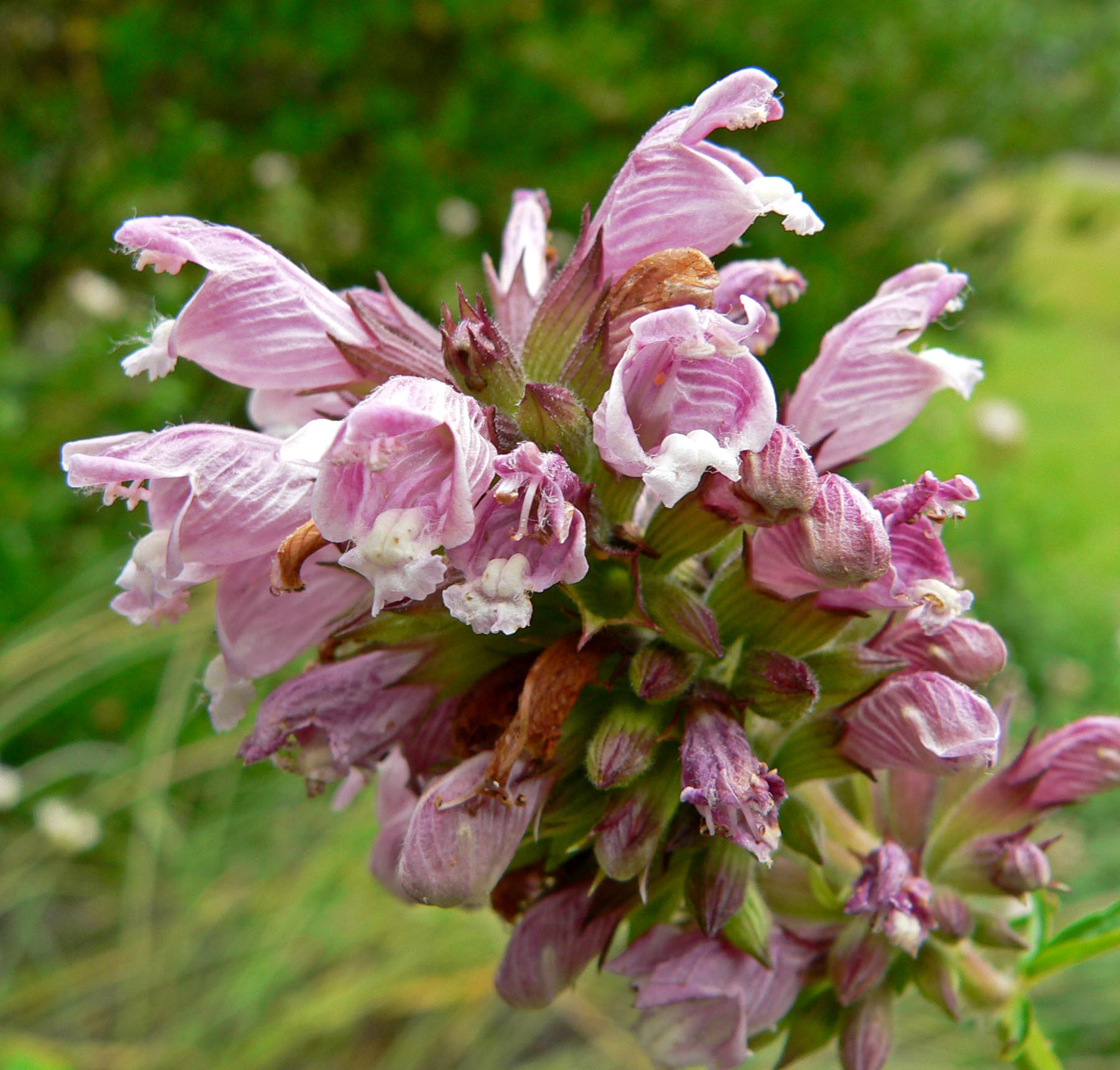
Cedronella canariensis
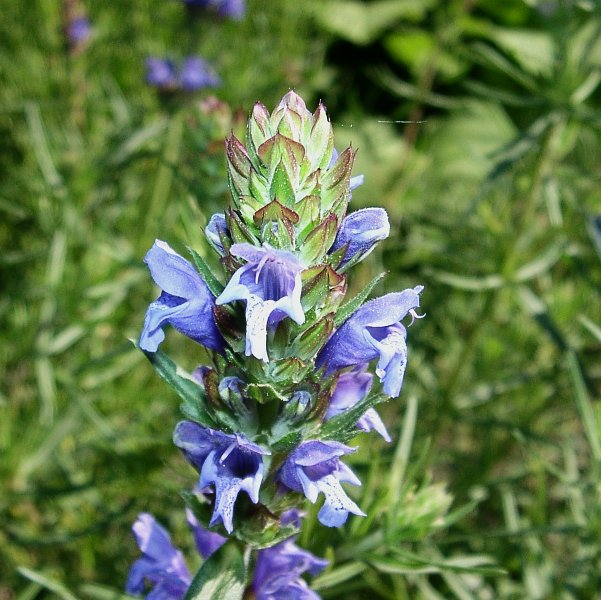
Dracocephalum austriacum
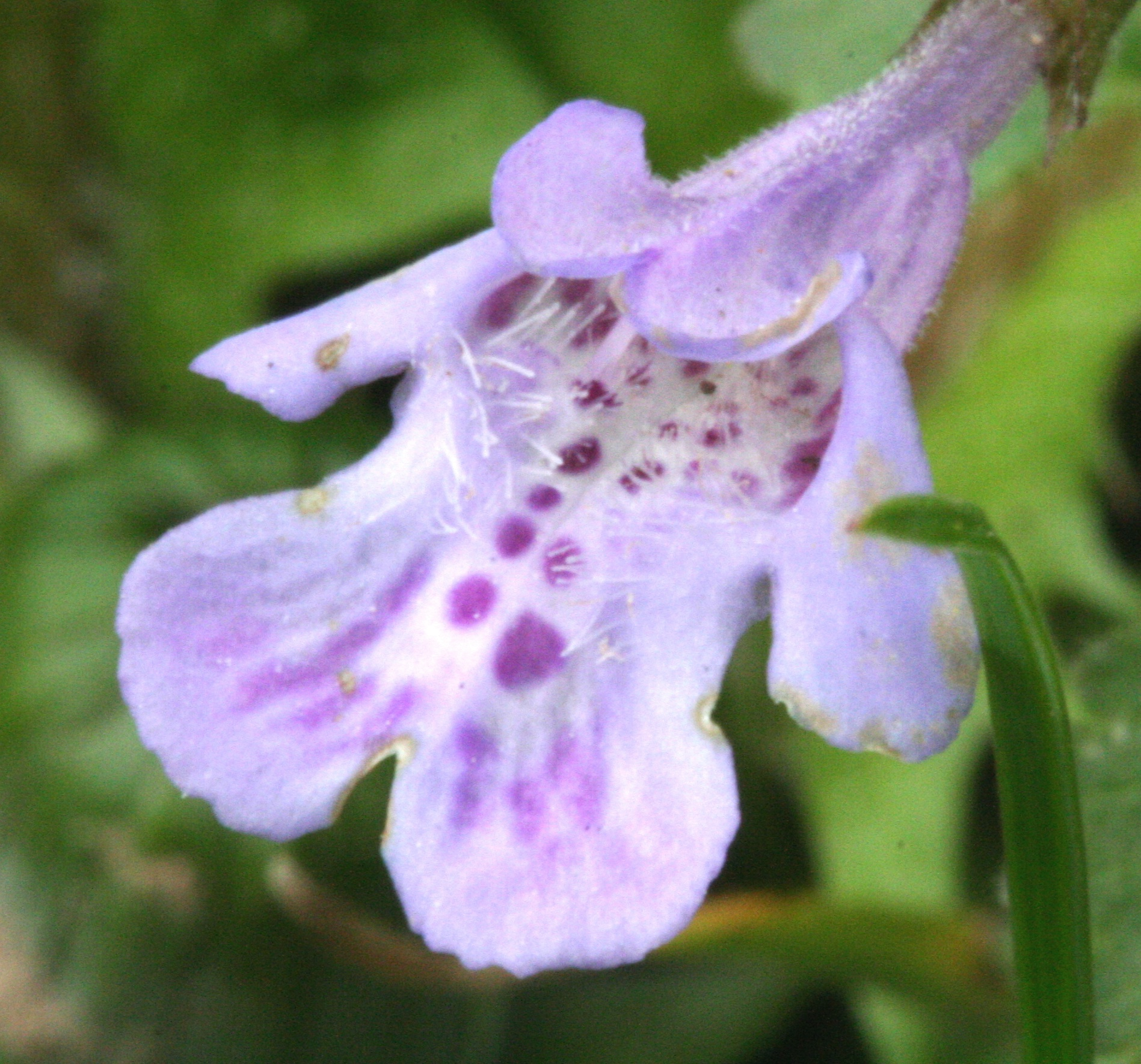
Glechoma hederacea
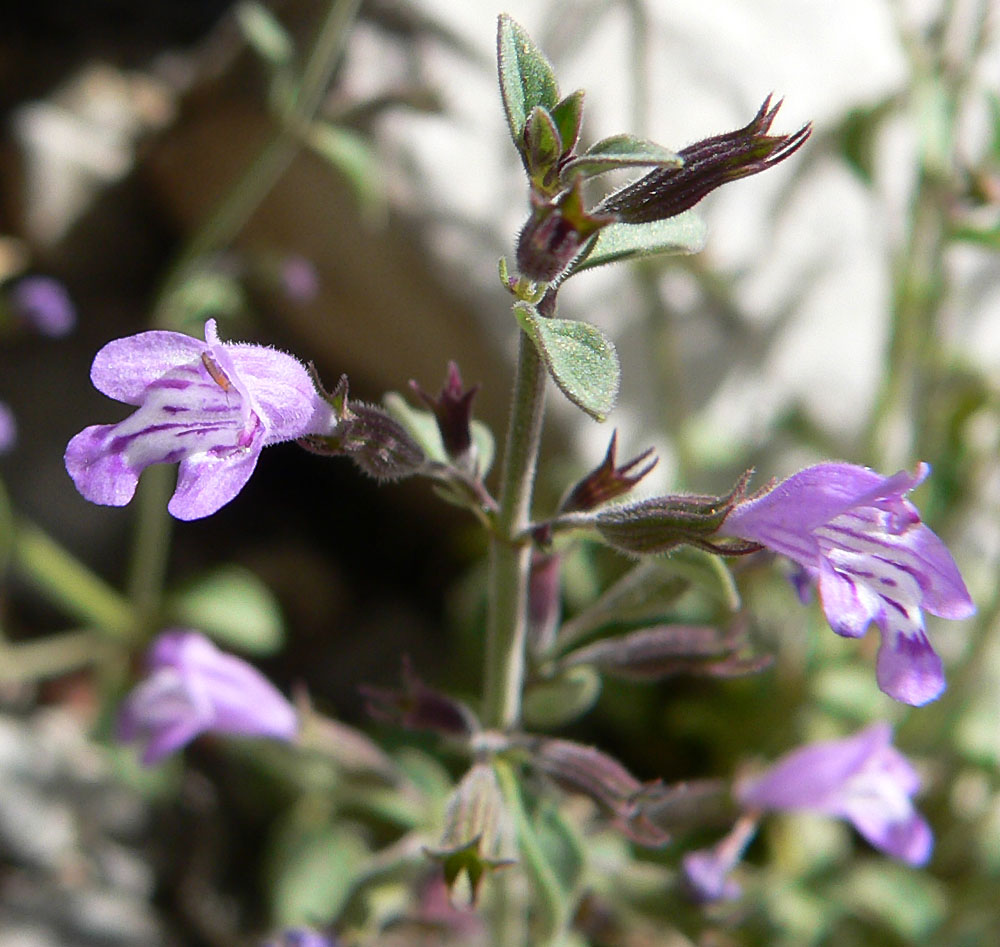
Hedeoma nana
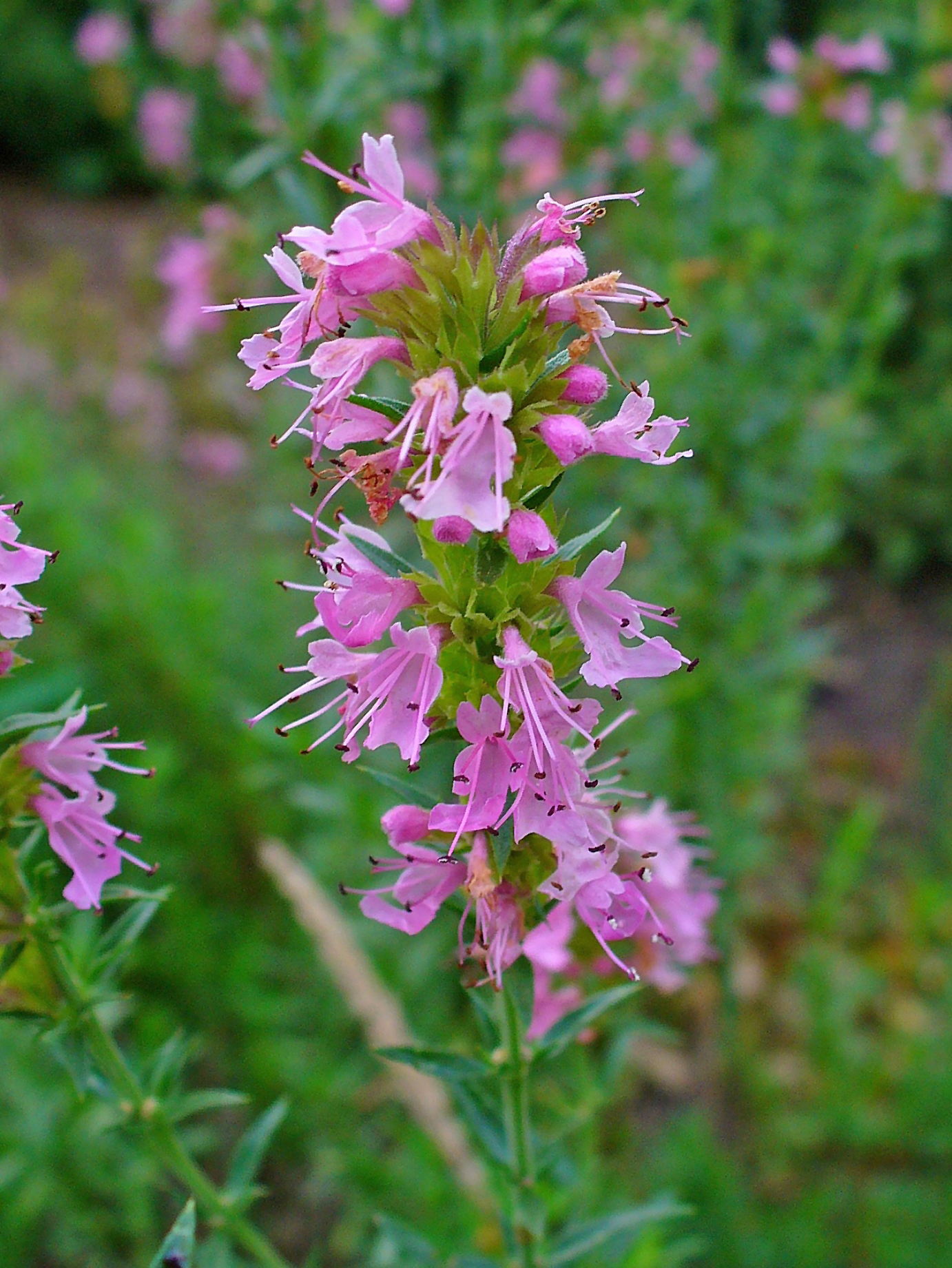
Hyssopus officinalis
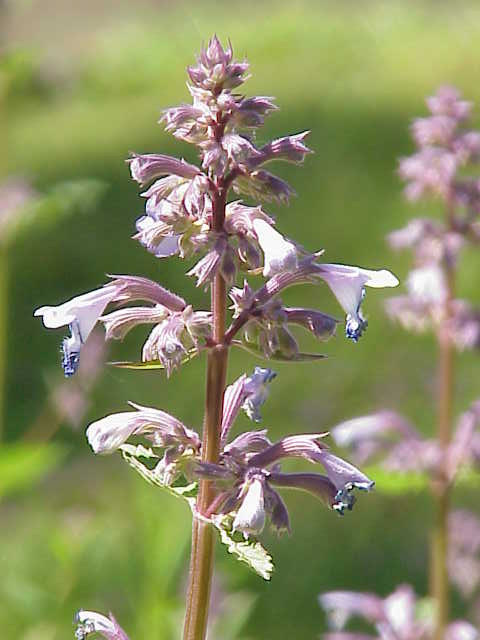
Nepeta grandiflora
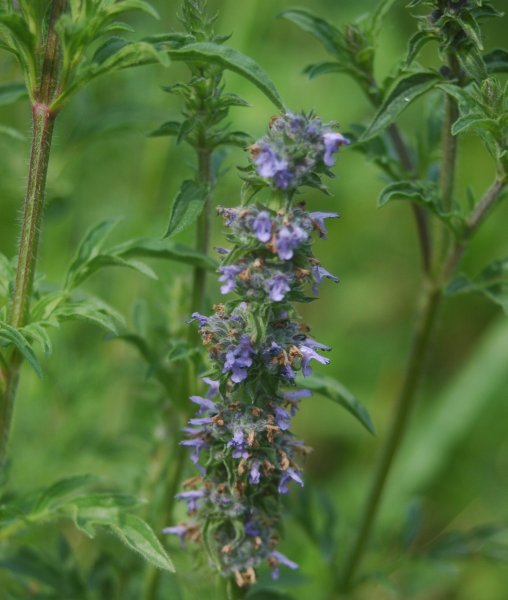
Schizonepeta multifida

### Sottotribù Salviinae

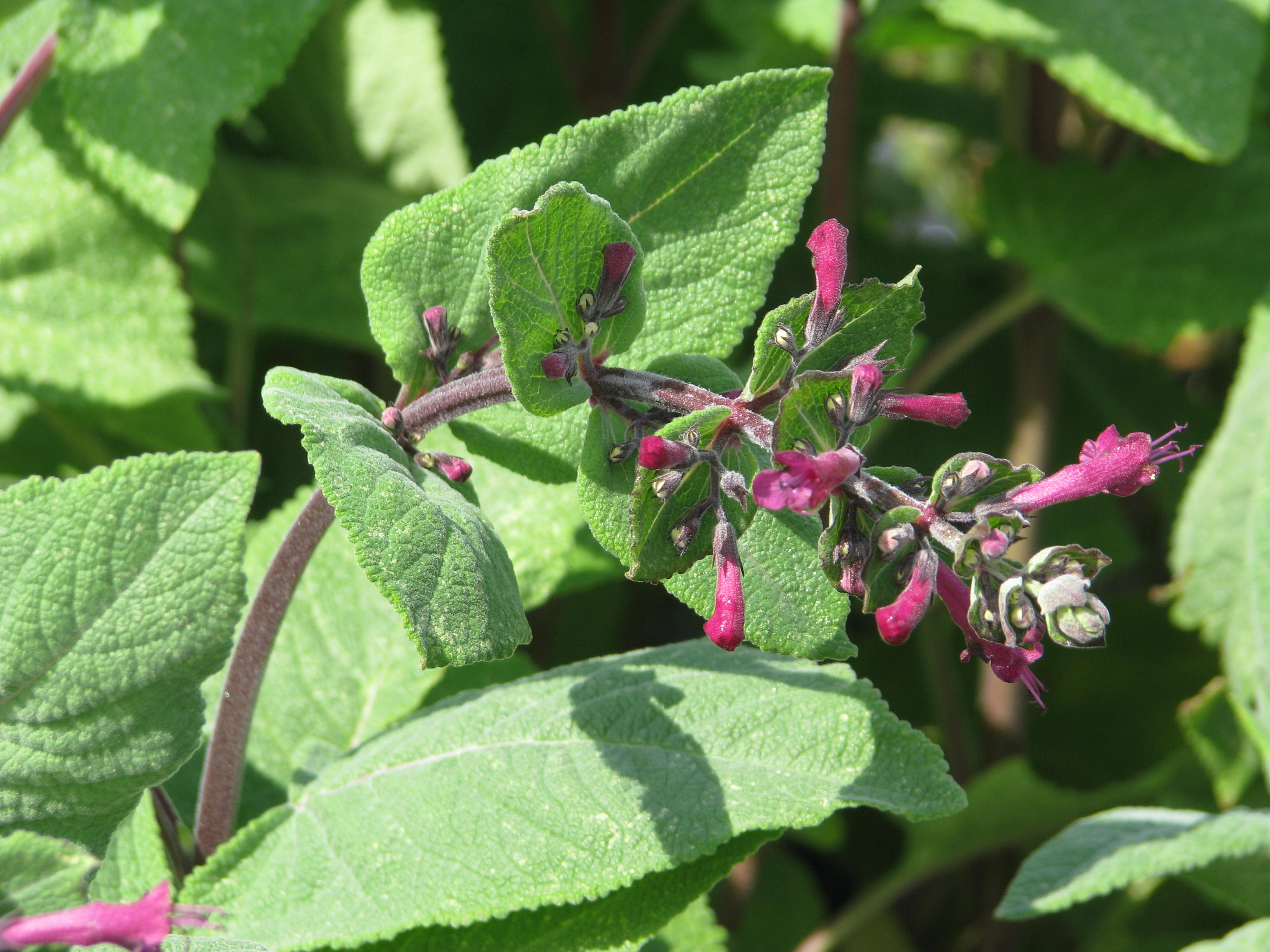
Lepechinia hastata
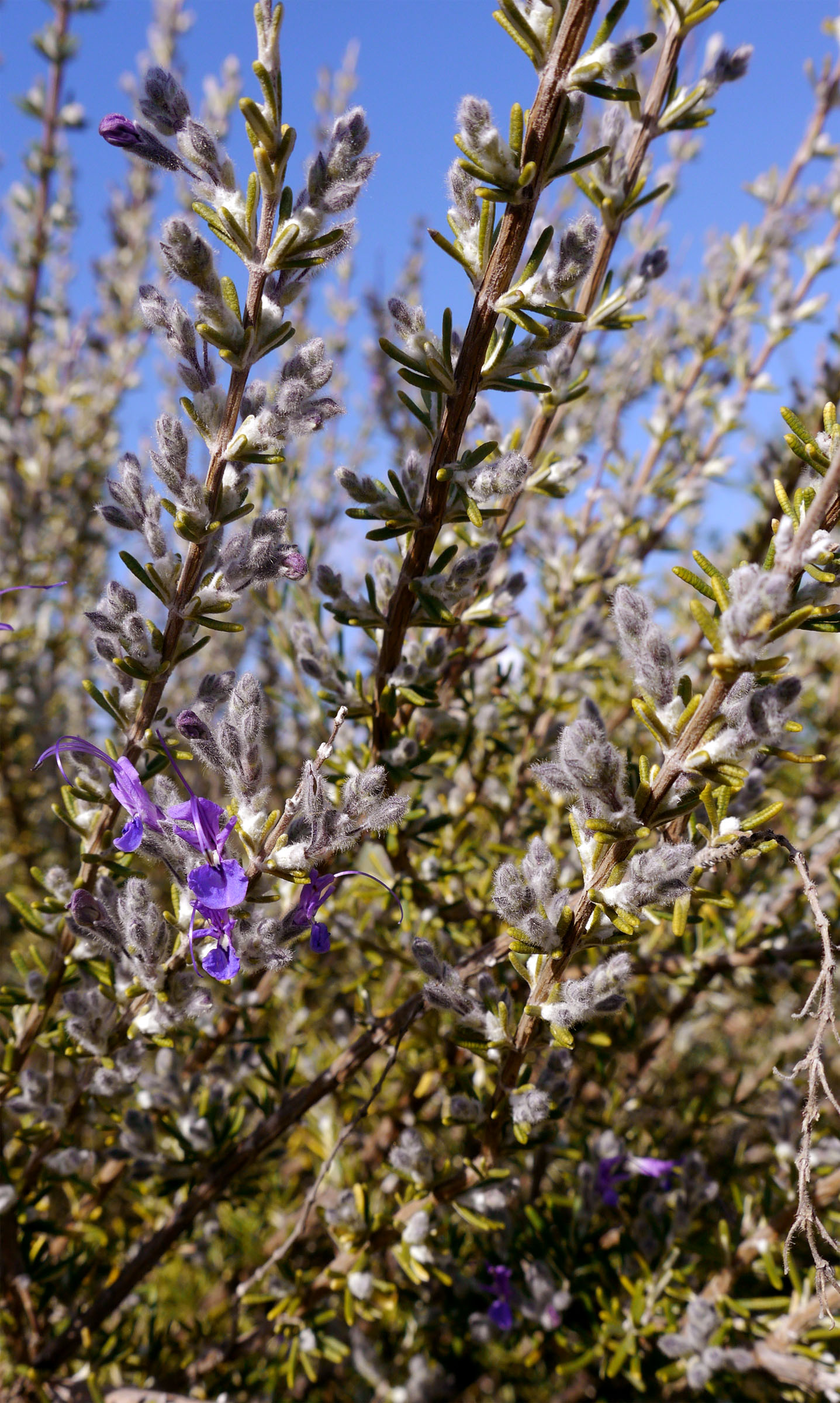
Rosmarinus eriocalyx
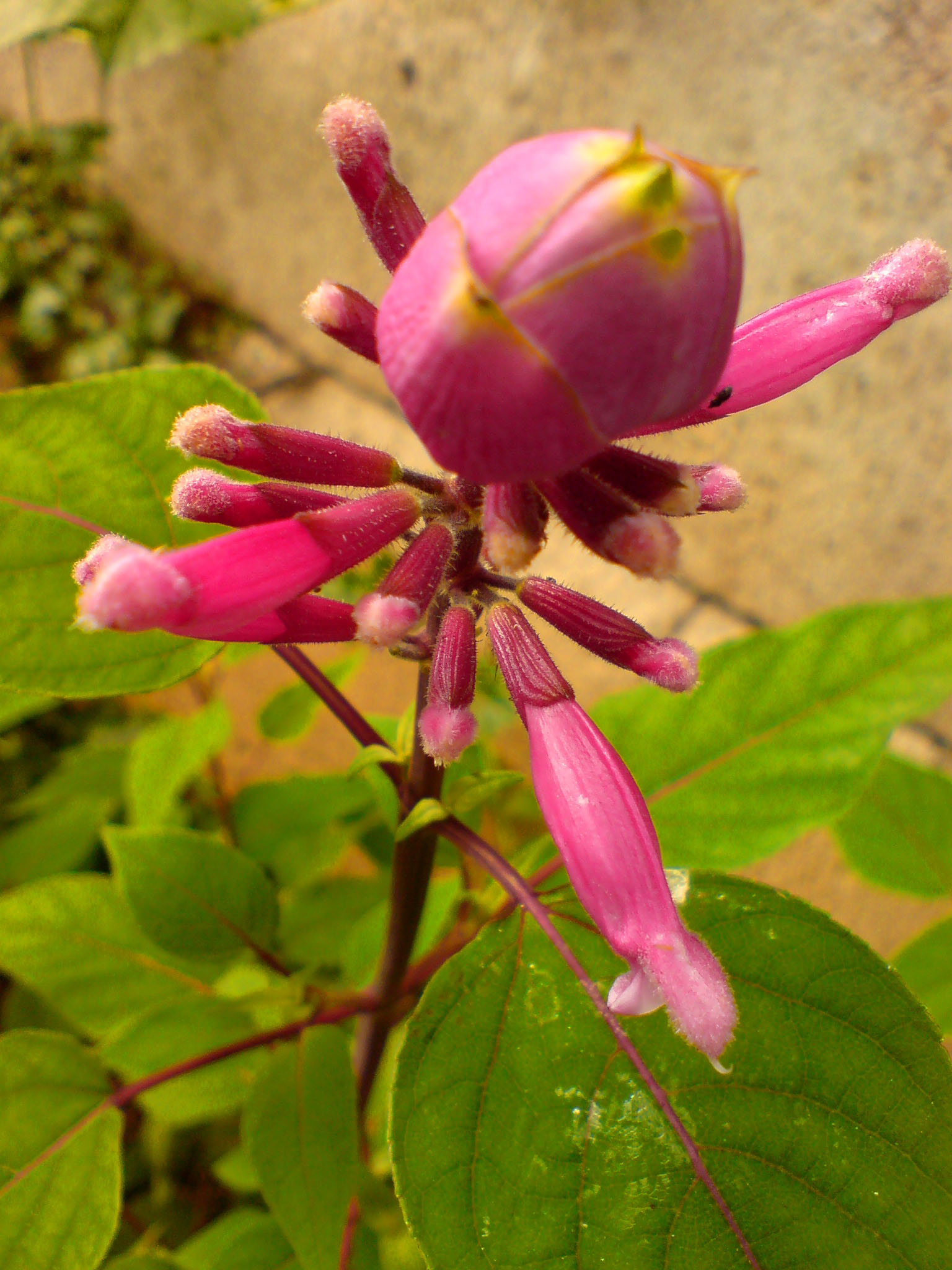
Salvia involucrata
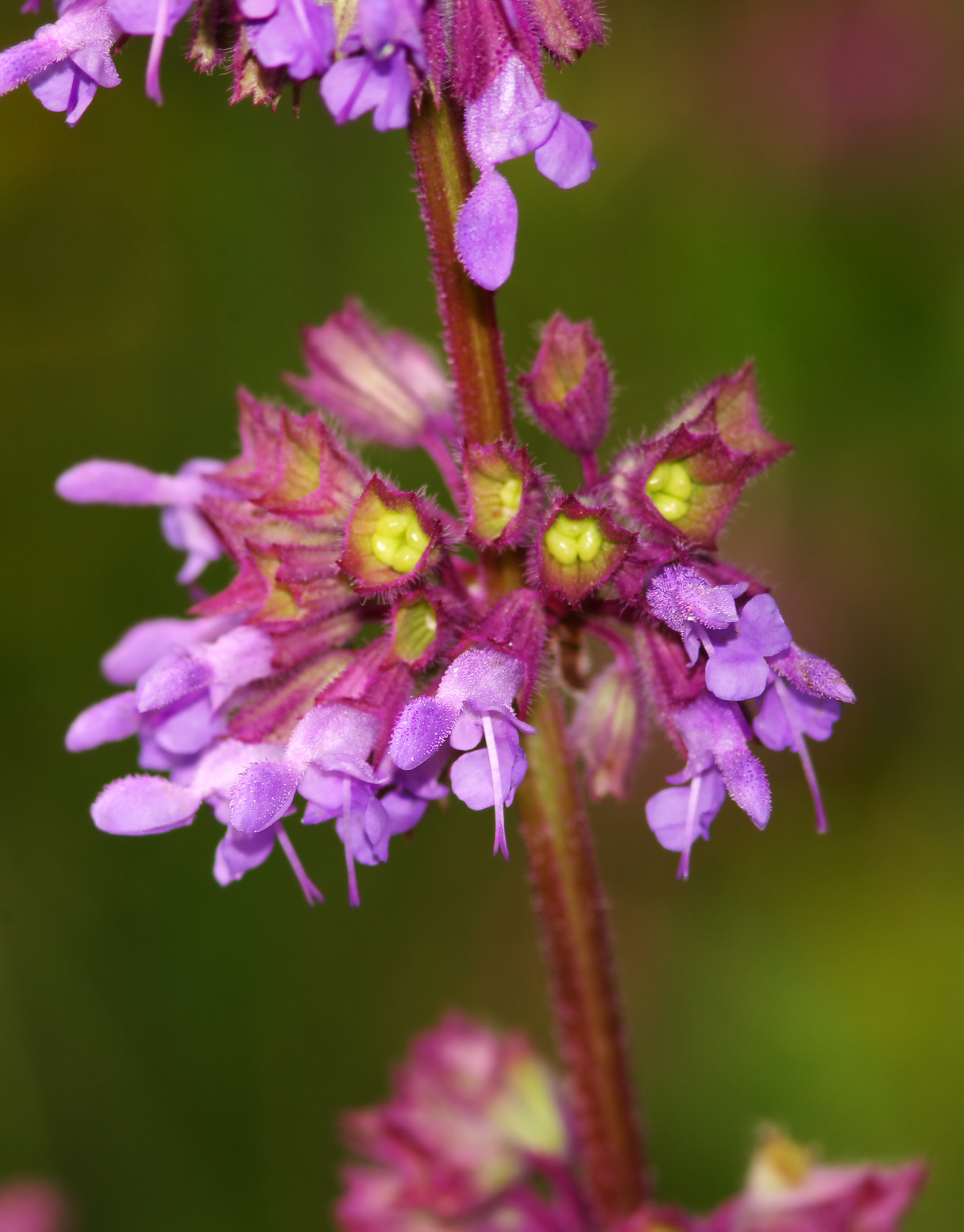
Salvia verticillata

### Sottotribù Lycopinae

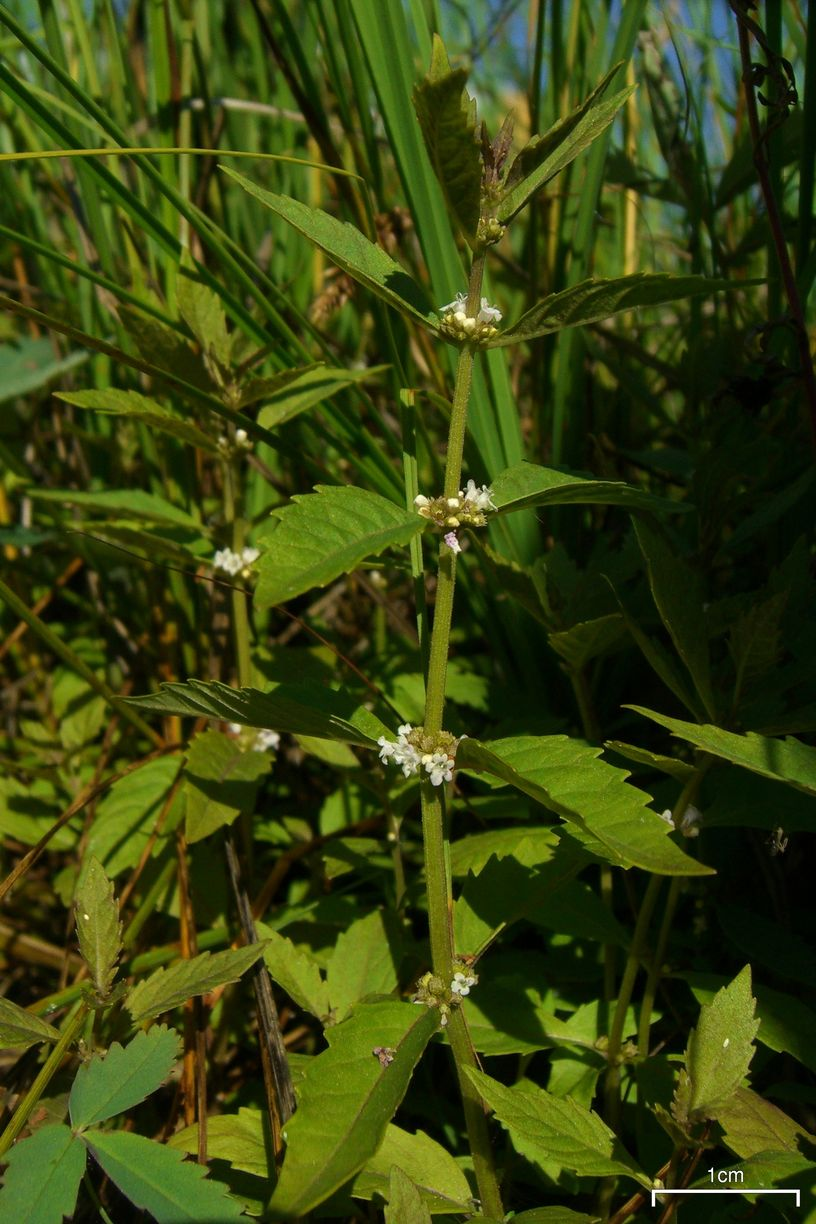
Lycopus americanus
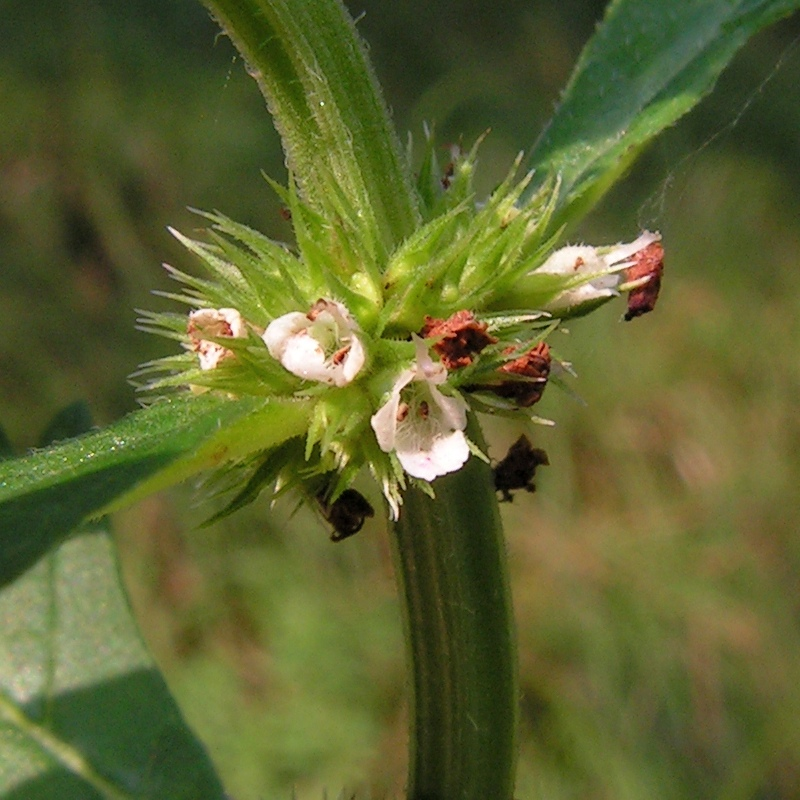
Lycopus europaeus

### Sottotribù Prunellinae

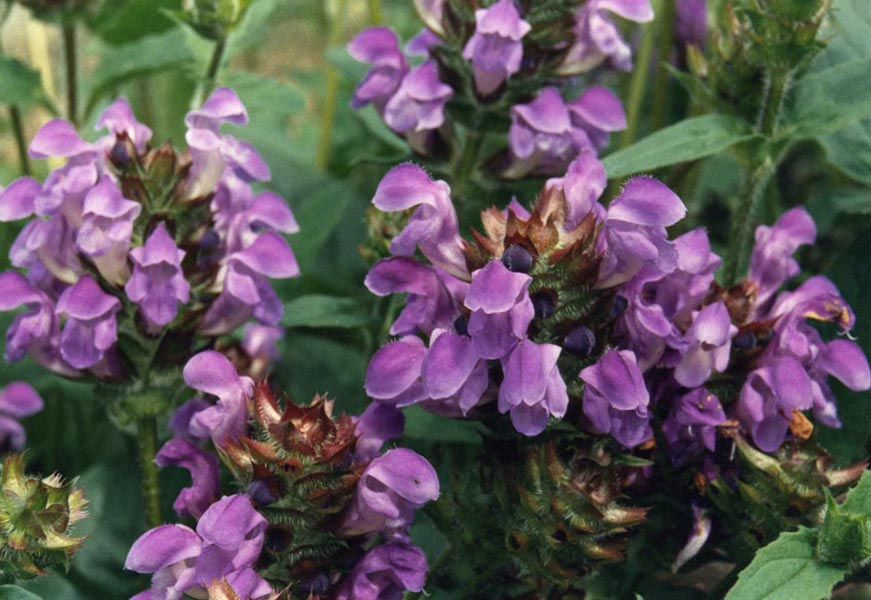
Prunella grandiflora
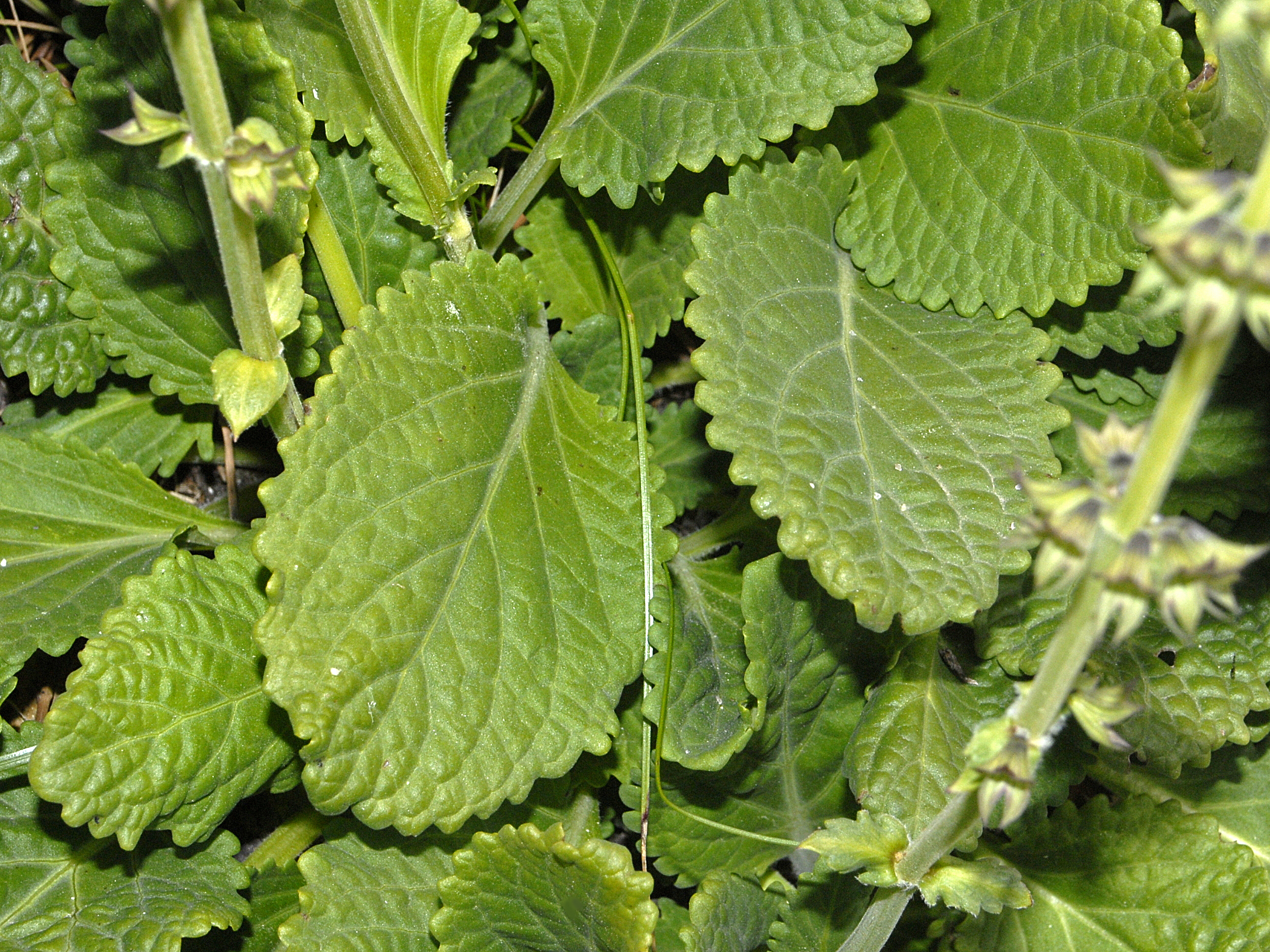
Horminum pyrenaicum
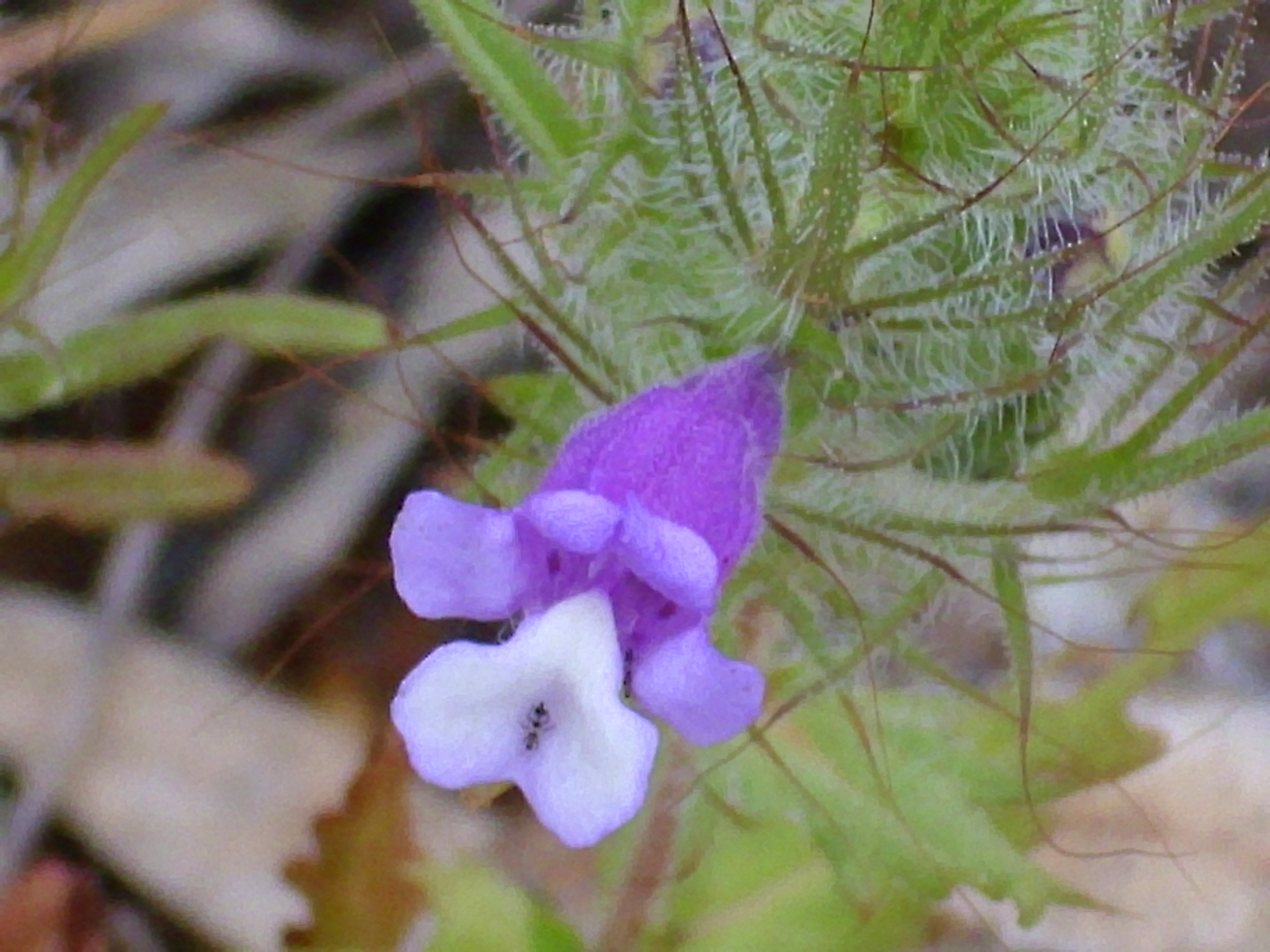
Cleonia lusitanica